# Liste der Biografien/Eh
Liste der Biografien |
Portal Biografien |
Personensuche
# |
A |
B |
C |
D |
E |
F |
G |
H |
I |
J |
K |
L |
M |
N |
O |
P |
Q |
R |
S |
T |
U |
V |
W |
X |
Y |
Z |
?
 
Ea |
Eb |
Ec |
Ed |
Ee |
Ef |
Eg |
Eh |
Ei |
Ej |
Ek |
El |
Em |
En |
Eo |
Ep |
Eq |
Er |
Es |
Et |
Eu |
Ev |
Ew |
Ex |
Ey |
Ez
Die Liste der Biografien führt alle Personen auf, die in der deutschsprachigen Wikipedia einen Artikel haben. Dieses ist eine Teilliste mit 827 Einträgen von Personen, deren Namen mit den Buchstaben „Eh“ beginnt.

## Eh

### Eha
- Ehala, Olav (* 1950), estnischer Komponist
- Ehalt, Hubert Christian (1949–2023), österreichischer Historiker und Anthropologe
- Eham, Josef (* 2002), deutscher Eishockeyspieler
- Eham, Markus (* 1958), deutscher katholischer Liturgiewissenschaftler und Komponist
- Eham, Max (1915–2008), deutscher römisch-katholischer Priester, Domkapellmeister, Komponist und Hochschullehrer
- Ehammer, Simon (* 2000), Schweizer Leichtathlet
- Ehammer, Tatjana (* 1999), österreichische Freestyle-Skierin und Leichtathletin
- Ehap, Mohamed († 1982), deutsches Mordopfer
- Ehard, Hans (1887–1980), deutscher Jurist und PolitikerHans Ehard (1887–1980)

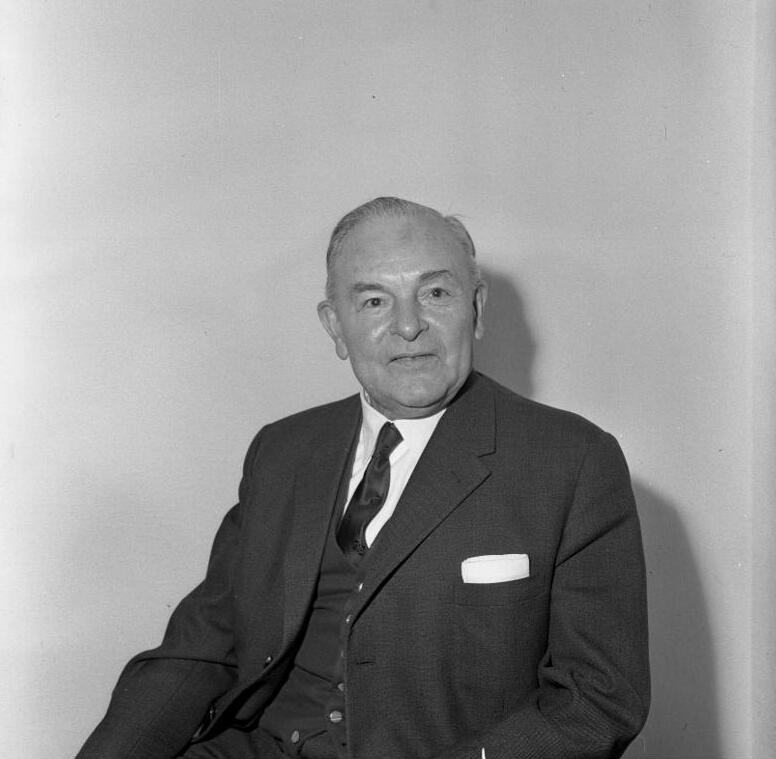
Hans Ehard (1887–1980)

- Ehard, Sieglinde (1916–2008), bayerische Ministerialbeamtin
- Ehardsberger, Norbert (* 1967), deutscher Fußballspieler
- Ehart, Gustav (1876–1968), österreichischer Politiker (SPÖ), Landtagsabgeordneter
- Ehasalu, Peep (* 1966), estnischer Schriftsteller
- Ehate Tomi, Vicente (* 1968), äquatorialguineischer Politiker (PDGE)
- Ehaus, Heinz (1906–1945), deutscher Jurist und Gestapomitarbeiter

### Ehb
- Ehbauer, Michael (1949–2011), deutscher Arzt und Mundartschriftsteller
- Ehbauer, Michl (1899–1964), bairischer Mundartdichter
- Ehbets, Christoph (1935–1992), deutscher Gebrauchsgrafiker
- Ehbrecht, Thomas (* 1964), deutscher Politiker (CDU), MdL
- Ehbrecht, Wilfried (1941–2022), deutscher Historiker
- Ehbruster, Johann Georg (1678–1767), Baumeister

### Ehe
- Eheberg, Karl Theodor von (1855–1941), deutscher Nationalökonom und Professor an der Friedrich-Alexander Universität in Erlangen
- Ehegötz, Nina (* 1997), deutsche FußballspielerinNina Ehegötz (* 1997)

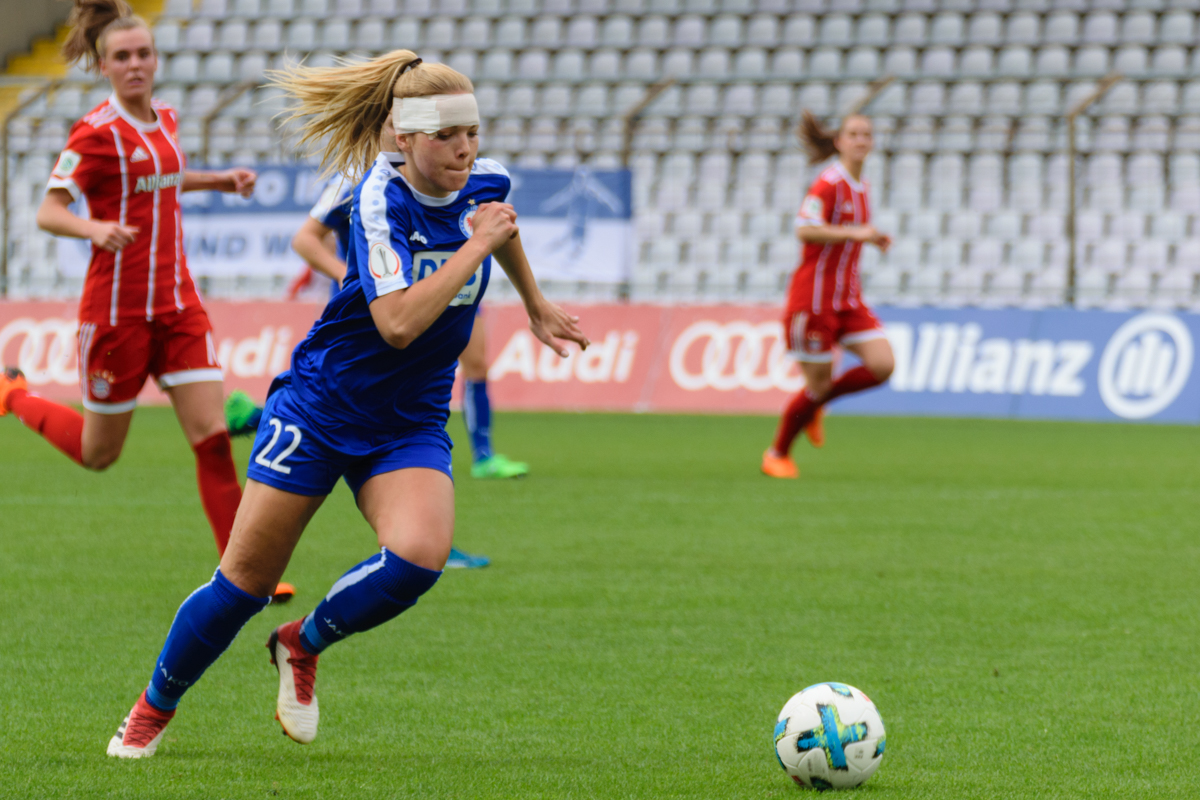
Nina Ehegötz (* 1997)

- Ehehalt, Heinrich (1879–1938), deutscher Bildhauer, Medailleur, Grafiker
- Ehehalt, Karl (* 1902), deutscher Jurist, Landrat im Landkreis Prachatitz
- Eheim, Fritz (1923–1985), österreichischer Archivar und Historiker
- Ehelechner, Patrick (* 1984), deutscher Eishockeytorwart
- Ehelepola, Chum, neuseeländischer Schauspieler, Drehbuchautor und Filmregisseur
- Ehelolf, Hans (1881–1939), deutscher Altorientalist und Hethitologe
- Ehem, Christoph von (1528–1592), deutscher Jurist, Hochschullehrer und kurpfälzischer Kanzler
- Ehemann, Johann († 1670), deutscher Musikinstrumenten- und Orgelbauer
- Ehemann, Theodor (1869–1943), württembergischer Oberamtmann
- Ehemant, Friedrich Joseph (1804–1842), deutscher Landschaftsmaler und Radierer
- Ehenheim, Michel von († 1518), Adliger
- Ehenheim, Six von († 1593), fränkischer Ritter und Grundherr aus der Familie von Ehenheim
- Eher, Franz (1851–1918), deutscher Journalist und Verleger
- Eheth, Salomon (* 1961), kamerunischer Diplomat

### Ehg
- Ehgartner, Bert (* 1962), österreichischer Autor, Medizinjournalist und Filmemacher
- Ehgartner, Hans (1910–1999), österreichischer Kaufmann und Politiker (ÖVP), Abgeordneter zum Nationalrat
- Ehgartner, Reinhard (* 1960), österreichischer Bibliothekar und Autor
- Ehgartner, Wilhelm (1914–1965), österreichischer Anthropologe

### Ehi
- Ehin, Andres (1940–2011), estnischer Lyriker, Schriftsteller und literarischer Übersetzer
- Ehin, Kristiina (* 1977), estnische Dichterin
- Ehing, Harry (* 1964), deutscher Fußballschiedsrichter
- Ehingen, Georg von (1428–1508), Reichsritter und ReisenderGeorg von Ehingen (1428–1508)

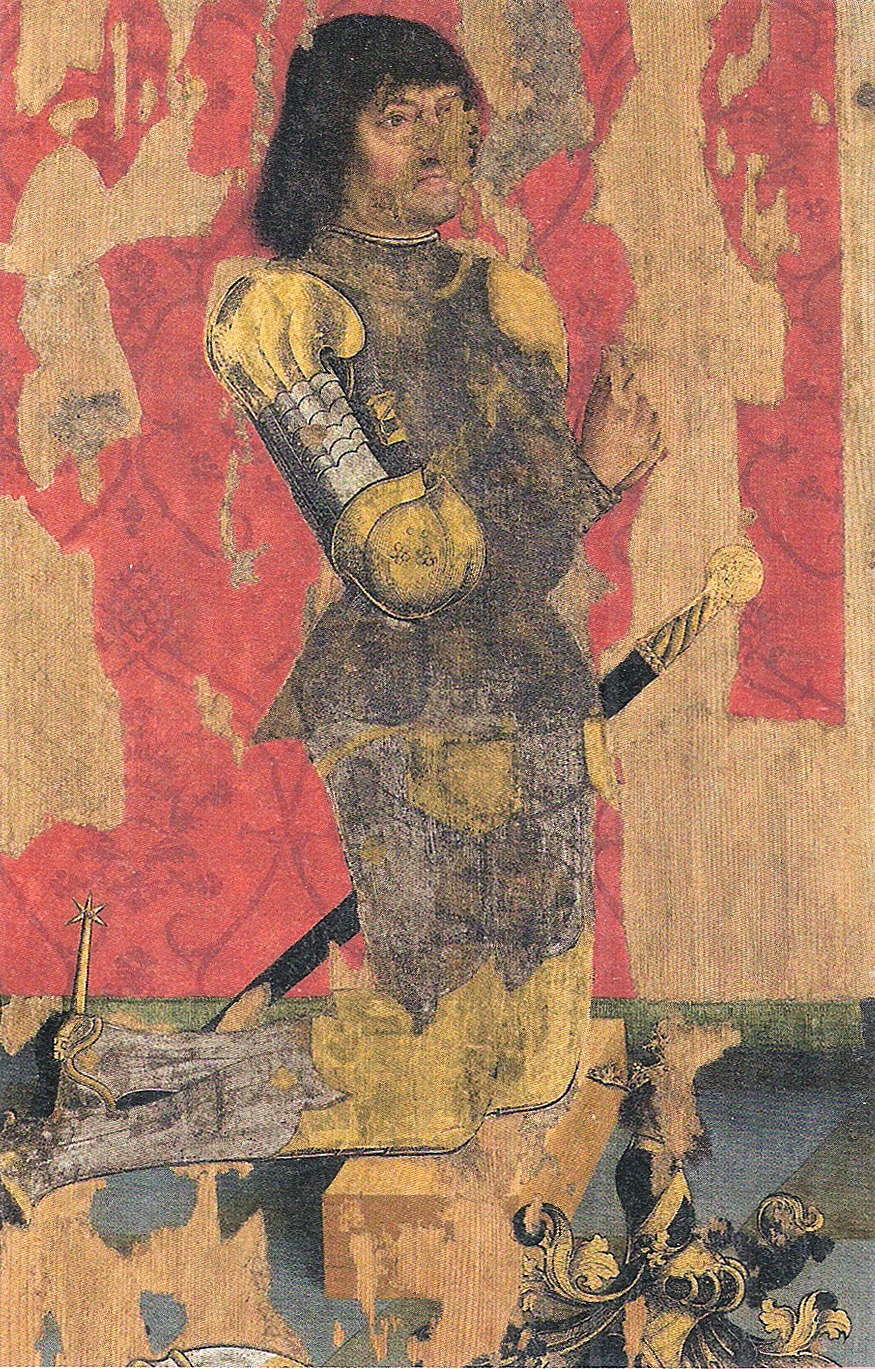
Georg von Ehingen (1428–1508)

- Ehinger, Ambrosius († 1533), deutscher Konquistador, Statthalter von Klein-Venedig
- Ehinger, Bartholomäus (1569–1632), Abt der Reichsabtei Ochsenhausen
- Ehinger, Bernd (* 1944), deutscher Unternehmer und Handwerksfunktionär
- Ehinger, Christoph (1755–1833), Schweizer Bankier und Politiker
- Ehinger, Elias (1573–1653), deutscher Bibliothekar und Pädagoge, evangelischer Theologe und Philologe
- Ehinger, Gerd (* 1941), deutscher Raumfahrtingenieur
- Ehinger, Hans (1487–1546), deutscher Politiker
- Ehinger, Hans (1902–1966), schweizerischer Musikschriftsteller
- Ehinger, Heinrich (1484–1537), deutscher Kaufmann und Konquistador
- Ehinger, Josef (1889–1955), deutscher Bildschnitzer und Restaurator
- Ehinger, Max (1908–1974), Schweizer Sportjournalist und -historiker
- Ehinger, Paul (1939–2022), Schweizer Historiker und Journalist
- Ehinger, Philippe (* 1961), Schweizer Musiker (Klarinetten, Komposition)
- Ehiogu, Ugo (1972–2017), englischer Fußballspieler
- Ehiosun, Ekigho (* 1990), nigerianischer Fußballspieler
- Ehis, Ben Nosa (* 1999), deutscher Amateurboxer
- Ehizibue, Kingsley (* 1995), niederländisch-nigerianischer Fußballspieler

### Ehl
- Ehl, Alexander (* 1999), deutscher Eishockeyspieler
- Ehl, Christina (* 1990), deutsche Fußballspielerin
- Ehl, Johann (* 1940), deutscher Fußballspieler
- Ehl, Klaus (* 1949), deutscher Leichtathlet
- Ehl, Stephan (* 1964), deutscher Kinderarzt und Immunologe
- Ehlail, Tarek (* 1981), deutscher Regisseur, Drehbuchautor und Produzent
- Ehland, Christoph (* 1971), deutscher Anglist
- Ehle, Irmgard (1922–2007), deutsche Badmintonspielerin
- Ehle, Jennifer (* 1969), US-amerikanische SchauspielerinJennifer Ehle (* 1969)

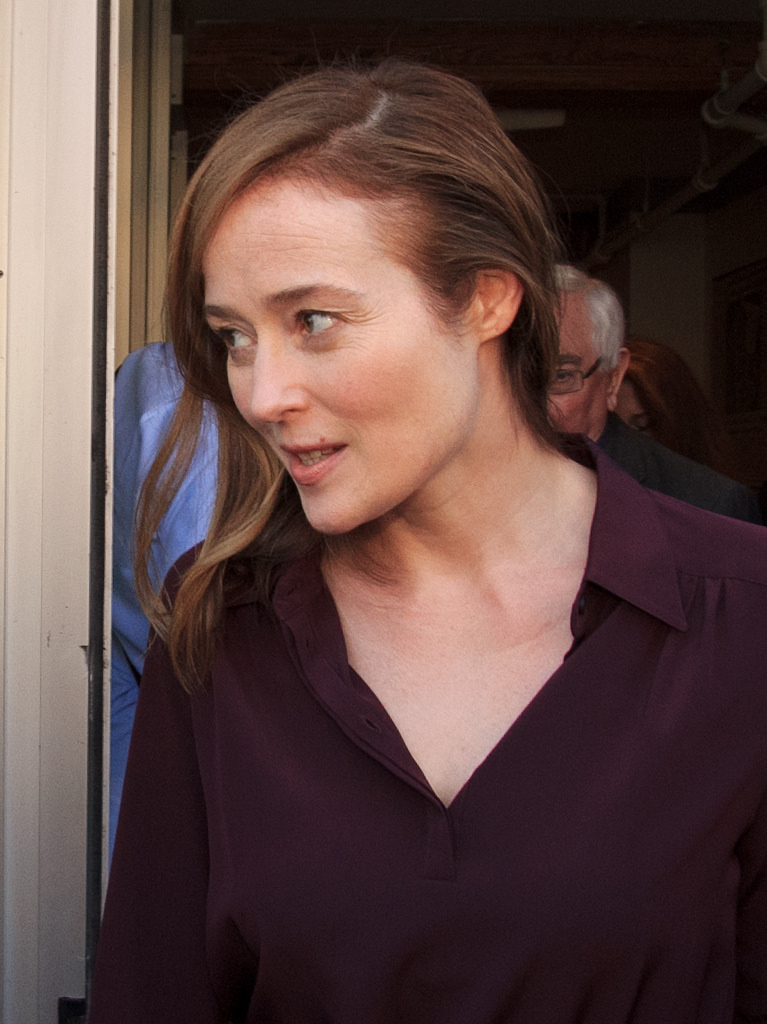
Jennifer Ehle (* 1969)

- Ehle, Jürgen (* 1956), deutscher Musiker, Komponist und Produzent
- Ehle, Jürgen (* 1957), deutscher Konteradmiral
- Ehle, Timo (* 1970), deutscher Fußballspieler
- Ehlebracht, Detlef (* 1962), deutscher Politiker (AfD), MdHB
- Ehlebracht, Peter (* 1940), deutscher Komiker und Sachbuchautor
- Ehlen, Bernhard (* 1939), deutscher katholischer suspendierter Priester und Gründer der „Ärzte für die Dritte Welt“
- Ehlen, Hans-Heinrich (* 1949), deutscher Politiker (CDU), MdL, Minister in Niedersachsen
- Ehlen, Jan (* 1980), deutscher Medienkünstler
- Ehlen, Nikolaus (1886–1965), deutscher Lehrer und Pionier des Selbsthilfe-Siedlungsbaus
- Ehlen, Peter (1934–2022), deutscher Ordensgeistlicher und Philosoph
- Ehlen, Sabine (* 1966), deutsche Tänzerin und Choreografin
- Ehlenbröker, Jörg (* 1961), deutscher Sachbuchautor und Ornithologe
- Ehler, Christian (* 1963), deutscher Politiker (CDU), MdL, MdEPChristian Ehler (* 1963)

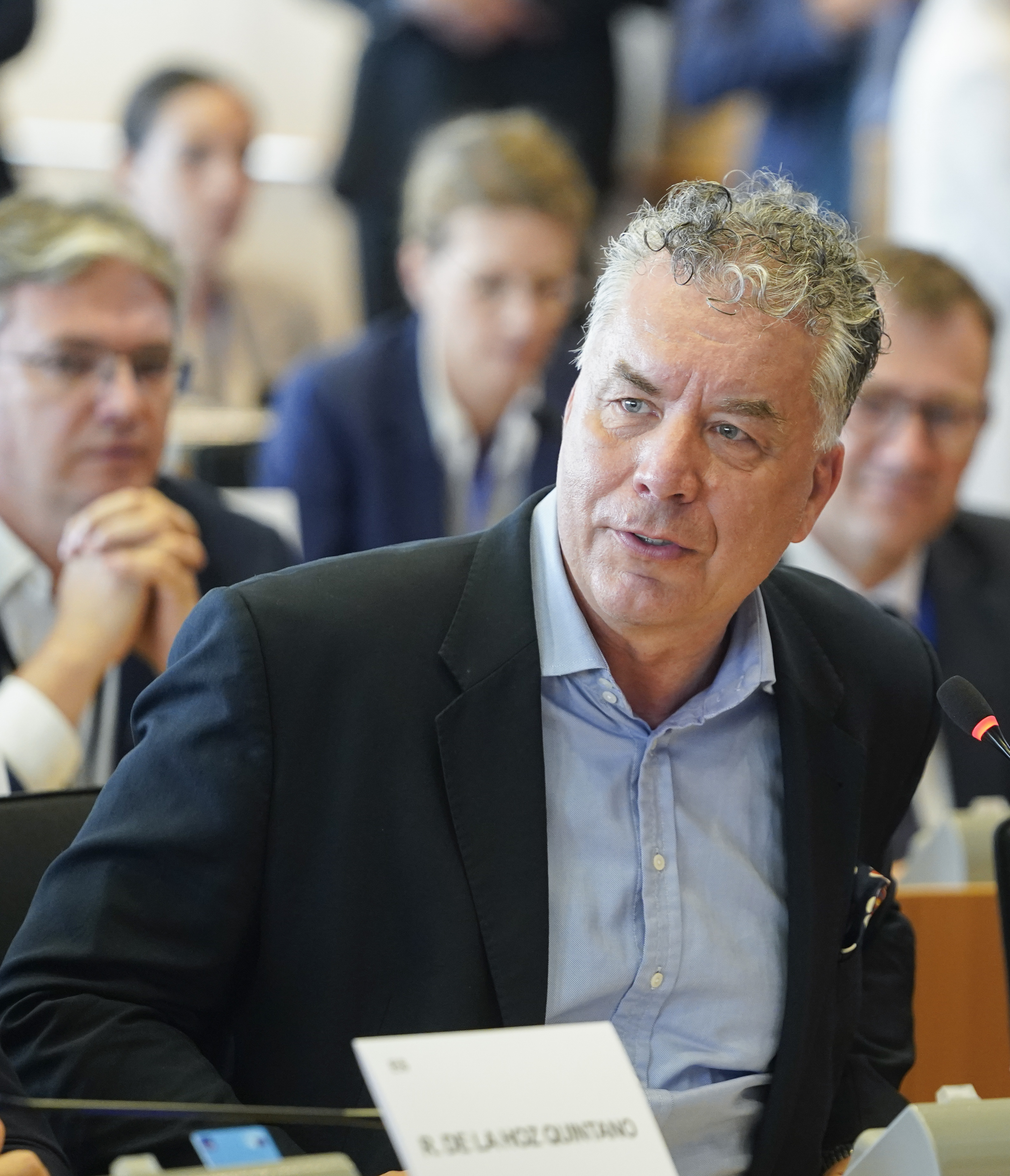
Christian Ehler (* 1963)

- Ehler, Elisabeth (* 1977), deutsche Christliche Archäologin und Kunsthistorikerin
- Ehler, Herbert (1931–2017), deutscher Filmproduzent
- Ehler, Karl Leonhard Gottlieb (1685–1753), deutscher Politiker und Astronom
- Ehler, Ursula (1939–2024), deutsche Schriftstellerin
- Ehlerding, Ingrid (* 1948), deutsche Stifterin
- Ehlerding, Karl (* 1942), deutscher Unternehmer
- Ehlermann, Claus-Dieter (1931–2025), deutscher Jurist
- Ehlermann, Dietrich Heinrich († 1847), Königlich Hannoverscher Montan-Unternehmer, Oberkommerzienrat und Stärke-Fabrikant
- Ehlermann, Erich (1857–1937), deutscher Verleger
- Ehlermann, Gustav (1885–1936), deutscher Politiker (DDP, DStP), MdR
- Ehlers, Adolf (1898–1978), deutscher Politiker (SPD), MdBB
- Ehlers, Albrecht (* 1957), deutscher Manager und Rechtsanwalt, Kanzler der Technischen Universität Dortmund
- Ehlers, Alexander P. F. (* 1955), deutscher Mediziner und FachanwaltAlexander P. F. Ehlers (* 1955)

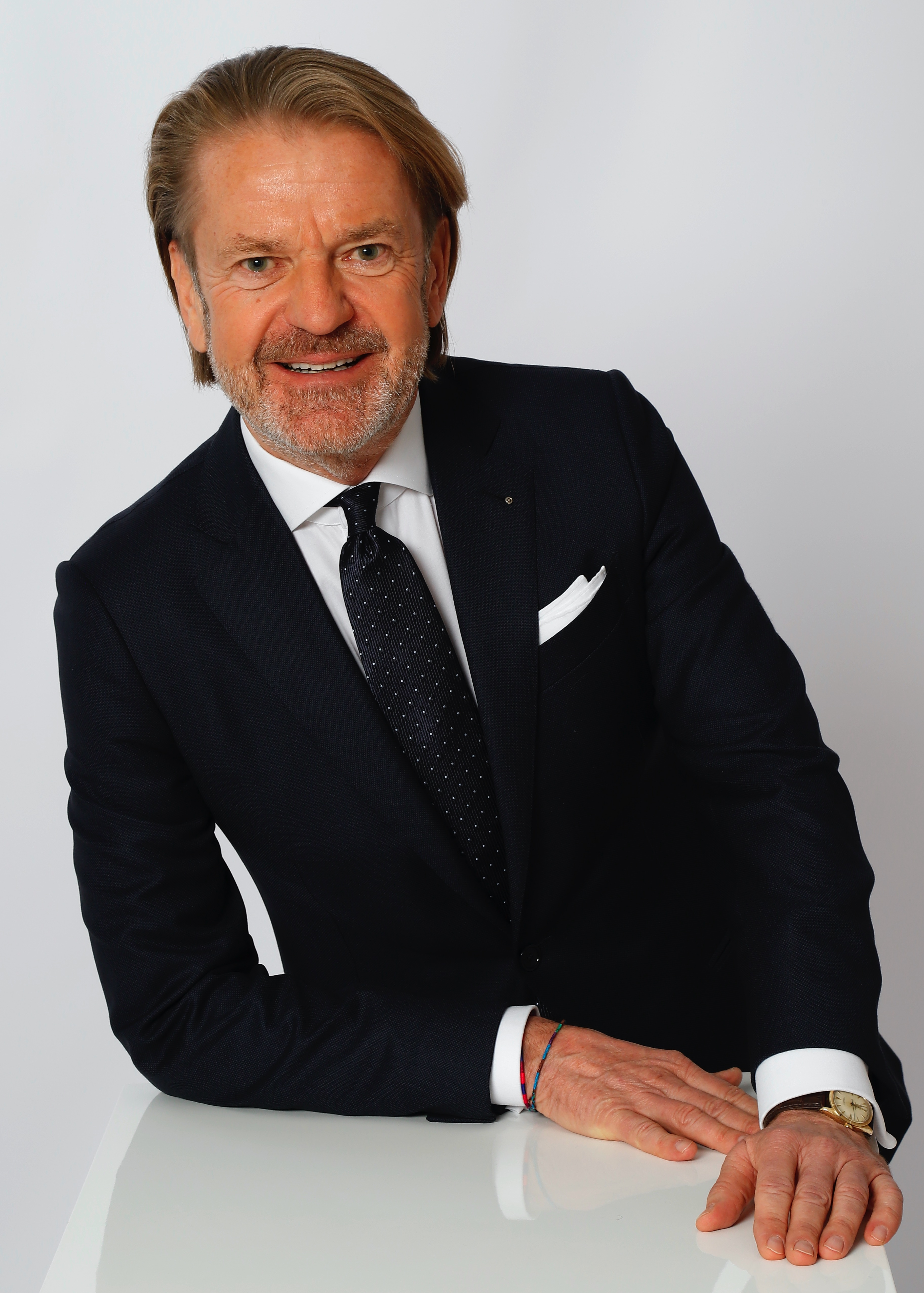
Alexander P. F. Ehlers (* 1955)

- Ehlers, Alfred (1885–1955), deutscher Architekt, Bildhauer, Kunstkeramiker und Grafiker
- Ehlers, Alice (1887–1981), amerikanische Cembalistin und Musikpädagogin
- Ehlers, Beth (* 1968), US-amerikanische Schauspielerin
- Ehlers, Carl-Theo (1925–2006), deutscher Mediziner
- Ehlers, Caspar (* 1964), deutscher Historiker für mittelalterliche Geschichte
- Ehlers, Christina (1911–1960), deutsche Schauspielerin
- Ehlers, Claus (* 1944), deutscher Politiker (CDU), MdL
- Ehlers, Dirk (* 1945), deutscher Verwaltungsrechtler
- Ehlers, Eckart (* 1938), deutscher Geograph mit Forschungsschwerpunkten in der Kulturgeographie
- Ehlers, Eckart (* 1939), deutscher evangelisch-lutherischer Pastor und niederdeutscher Autor
- Ehlers, Edvard (1863–1937), dänischer Dermatologe
- Ehlers, Ekkehard (* 1974), deutscher Musiker, DJ und Klangkünstler
- Ehlers, Ella (1904–1985), deutsche Politikerin (KPD, SADP, SPD)
- Ehlers, Ernst (1835–1925), deutscher Zoologe und Hochschullehrer
- Ehlers, Ernst (1909–1980), deutscher SS-Obersturmbannführer
- Ehlers, Freddy (* 1945), ecuadorianischer Journalist und Politiker
- Ehlers, Fritz (1911–1981), deutscher Violinpädagoge in Weimar
- Ehlers, Georg (1890–1972), deutscher Bauingenieur
- Ehlers, Gerd (1924–1988), deutscher Schauspieler
- Ehlers, Gerd (1946–2021), deutscher Verwaltungsjurist, Staatssekretär
- Ehlers, Gerhard (* 1948), deutscher Fußballspieler
- Ehlers, Gustav (1873–1947), deutscher Handwerker, Gastwirt, Angestellter und Mitglied der Lübecker Bürgerschaft
- Ehlers, Gustavo (1925–2017), chilenischer Sprinter
- Ehlers, Hanni (* 1954), deutsche Übersetzerin
- Ehlers, Hans (1889–1978), deutscher lutherischer Pfarrer und Heimatforscher
- Ehlers, Hans Jürgen (1926–2013), deutscher Buchhändler und Erfinder der ISBN
- Ehlers, Heinrich (1873–1942), deutscher Politiker
- Ehlers, Heinrich Otto (1846–1910), deutscher Politiker, MdA Preußen und Oberbürgermeister von Danzig (1903–1910)
- Ehlers, Heinz (* 1966), dänischer Eishockeyspieler und -trainer
- Ehlers, Henry (1897–1988), deutscher Gebrauchsgrafiker
- Ehlers, Hermann (1904–1954), deutscher Politiker (CDU)Hermann Ehlers (1904–1954)

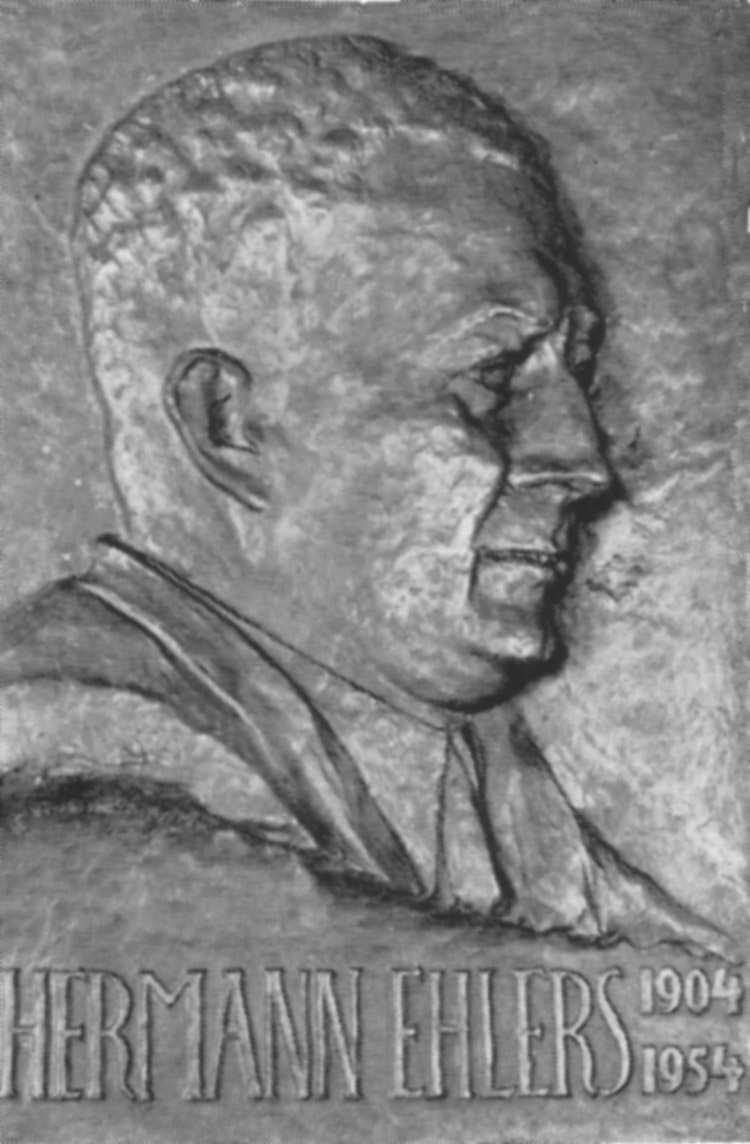
Hermann Ehlers (1904–1954)

- Ehlers, Inge (* 1945), deutsche Lehrerin
- Ehlers, Inge (* 1951), deutsche Politikerin (CDU), MdHB
- Ehlers, Jan (1939–2019), deutscher Politiker (SPD), MdHB
- Ehlers, Jan P. (* 1970), deutscher Tierarzt und Bildungsforscher
- Ehlers, Jerome (1958–2014), australischer Schauspieler und Drehbuchautor
- Ehlers, Joachim (* 1936), deutscher Historiker
- Ehlers, Jorge (* 1987), mexikanischer Eishockeyspieler
- Ehlers, Jürgen (1929–2008), deutscher Physiker
- Ehlers, Jürgen (* 1930), deutscher Iranist
- Ehlers, Jürgen, deutscher Jazzmusiker (Bass) und Musikproduzent
- Ehlers, Jürgen (* 1948), deutscher Geograph und Schriftsteller
- Ehlers, Kai (1944–2025), deutscher Sachbuchautor
- Ehlers, Karl (1904–1973), deutscher Bildhauer und Zeichner
- Ehlers, Karl-Heinz (* 1942), deutscher Politiker (CDU), MdHB
- Ehlers, Kevin (* 2001), deutscher FußballspielerKevin Ehlers (* 2001)

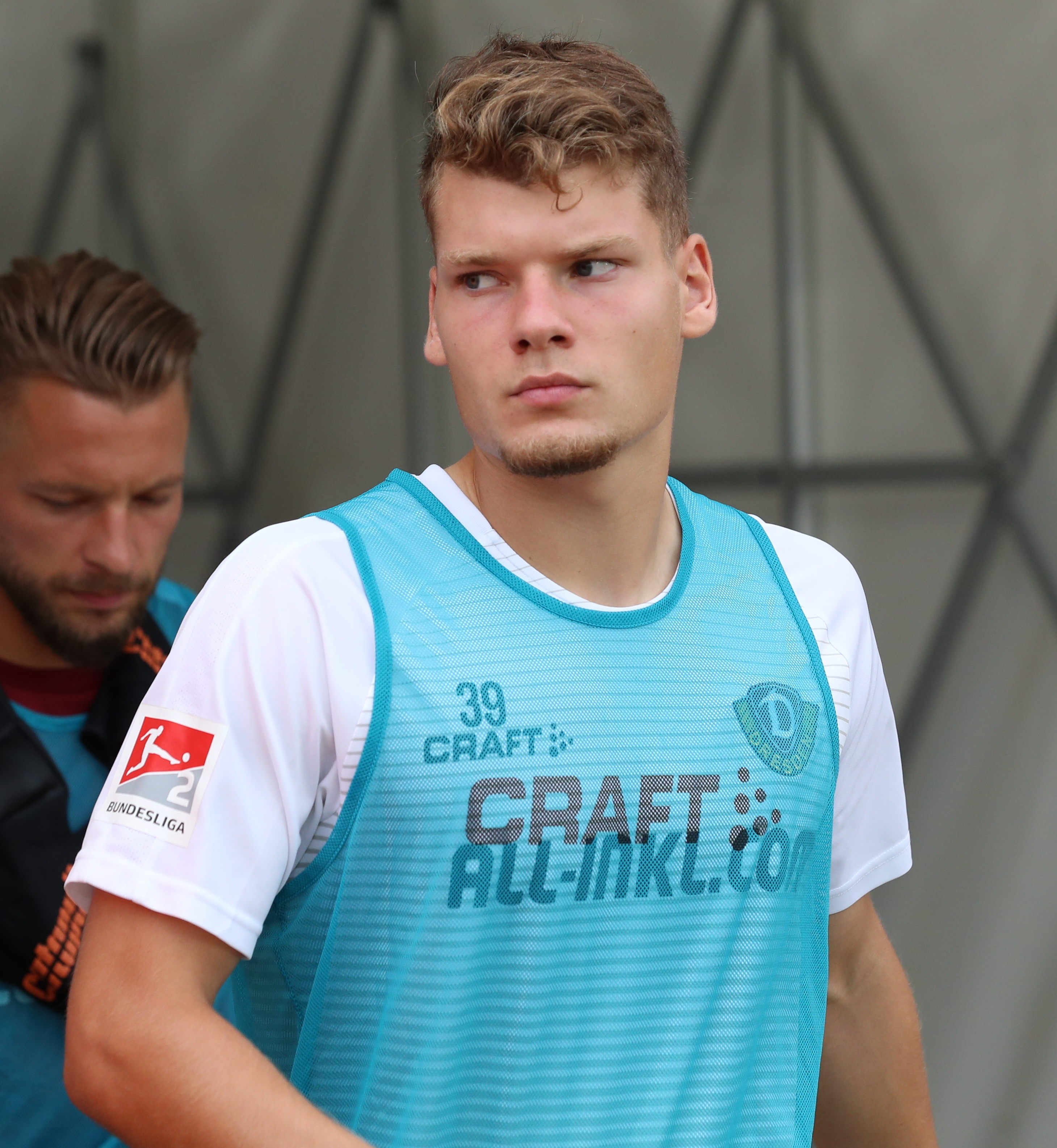
Kevin Ehlers (* 2001)

- Ehlers, Klaas-Hinrich (* 1959), deutscher Linguist
- Ehlers, Klaus (* 1941), deutscher Lehrer
- Ehlers, Kurt (1908–1972), deutscher Tierarzt und Zoodirektor
- Ehlers, Lena (* 1980), deutsche Schauspielerin
- Ehlers, Louise (1790–1812), deutsche Opernsängerin
- Ehlers, Louise (1812–1865), deutschamerikanische Theaterschauspielerin
- Ehlers, Ludwig (1901–1973), deutscher Politiker (CDU), MdL
- Ehlers, Ludwig Otto (1805–1877), evangelischer Pastor in Liegnitz
- Ehlers, Magdalene (1923–2016), deutsche Autorin
- Ehlers, Marianne (* 1953), deutsche Bibliothekarin, Autorin und Sprachpolitikerin
- Ehlers, Martin (1732–1800), deutscher Reformpädagoge und Professor für Philosophie
- Ehlers, Martin (* 1962), deutscher Jazzmusiker und Arzt
- Ehlers, Michael (* 1963), deutscher Squashspieler
- Ehlers, Nikolaj (* 1996), dänischer Eishockeyspieler
- Ehlers, Nils (* 1994), deutscher Volleyball- und BeachvolleyballspielerNils Ehlers (* 1994)

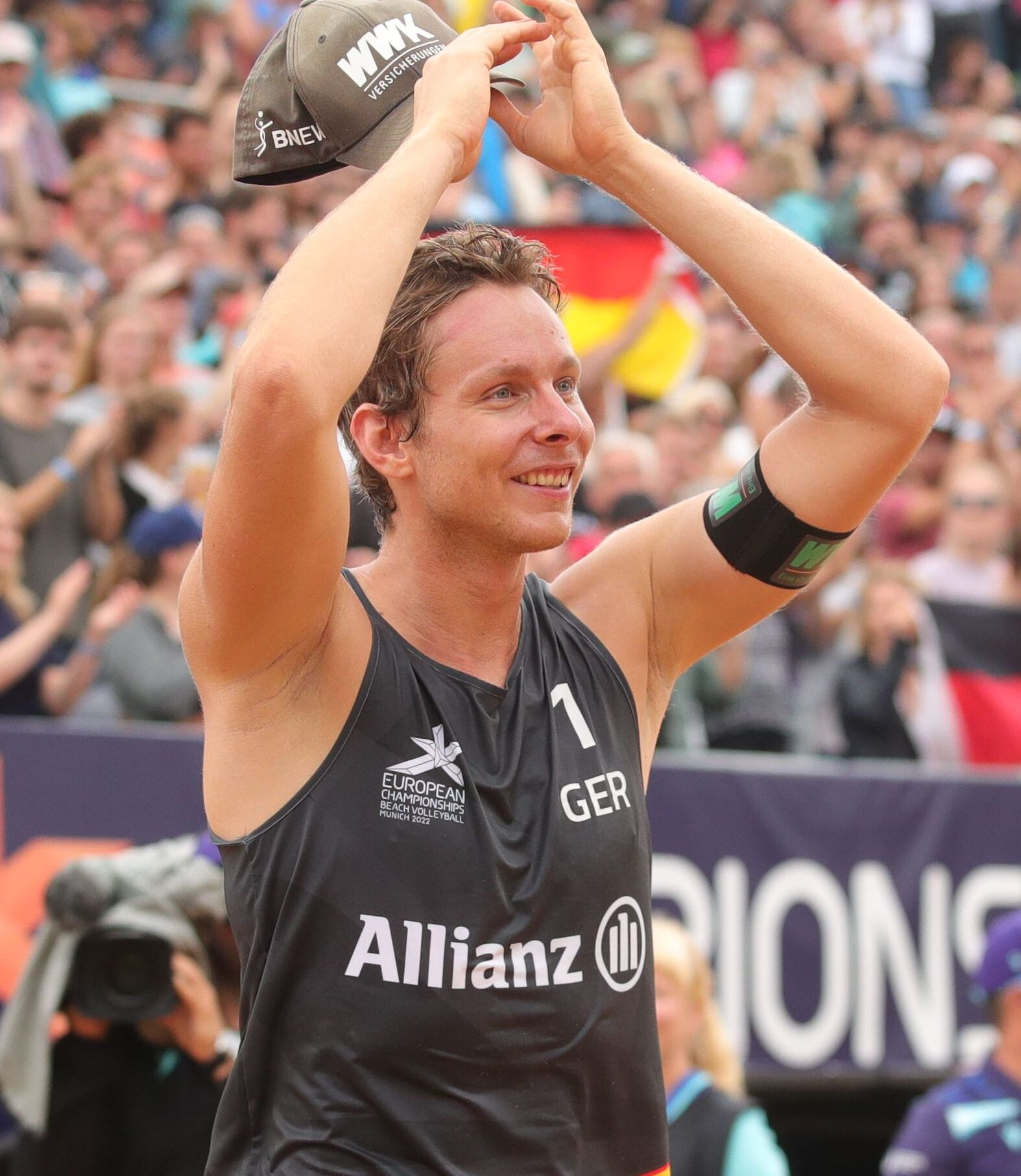
Nils Ehlers (* 1994)

- Ehlers, Otto (1855–1917), deutscher Politiker und Mitglied des Preußischen Abgeordnetenhauses
- Ehlers, Otto Ehrenfried (1855–1895), deutscher Lyriker, Landwirt und Reiseschriftsteller
- Ehlers, Paul (1854–1934), deutscher Wasserbauingenieur
- Ehlers, Paul Nikolai (1920–2007), deutscher Arzt
- Ehlers, Peter (1933–2017), deutscher Fußballspieler, -trainer und -funktionär
- Ehlers, Peter (* 1943), deutscher Jurist, Präsident des BSH
- Ehlers, Peter (* 1966), deutscher Fußballspieler
- Ehlers, Rainer (* 1941), deutscher AIDS-Seelsorger
- Ehlers, Reinhard (1928–2009), deutscher Politiker (CDU), MdBB
- Ehlers, Rudolph (1834–1908), deutscher evangelischer Theologe und Pfarrer
- Ehlers, Sebastian (* 1982), deutscher Politikwissenschaftler und Politiker (CDU), MdLSebastian Ehlers (* 1982)

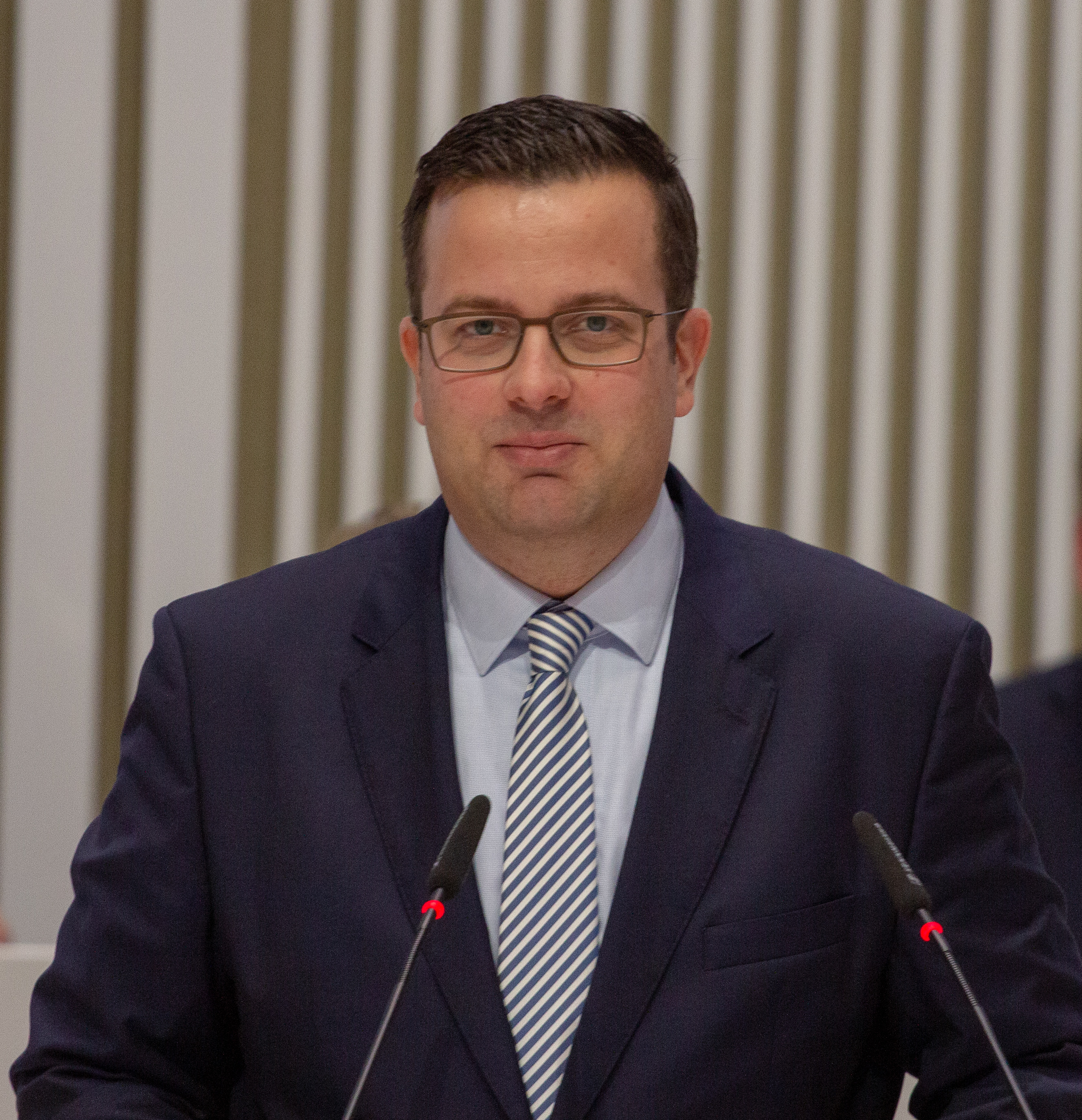
Sebastian Ehlers (* 1982)

- Ehlers, Swantje, deutsche Literaturwissenschaftlerin und Literaturdidaktikerin
- Ehlers, Tibor (1917–2001), deutscher Schullehrer und Musikinstrumentenbauer
- Ehlers, Torben (* 1984), deutscher Handballspieler
- Ehlers, Ulf-Daniel (* 1971), deutscher Bildungsforscher und Hochschullehrer
- Ehlers, Uwe (* 1975), deutscher Fußballspieler
- Ehlers, Vern (1934–2017), US-amerikanischer Politiker
- Ehlers, Widu-Wolfgang (* 1941), deutscher Klassischer Philologe
- Ehlers, Wilfried (1939–2016), deutscher Agrarwissenschaftler auf den Gebieten des Acker- und Pflanzenbaus und der Bodenkunde
- Ehlers, Wilhelm (1774–1845), deutscher Theaterschauspieler und Opernsänger (Tenor), Theaterintendant und -regisseur
- Ehlers, Wilhelm (1891–1952), deutscher Schriftsteller und Journalist
- Ehlers, Wilhelm (1908–1988), deutscher Klassischer Philologe
- Ehlers, Wilhelm (1908–1998), deutscher Politiker (SPD), MdL
- Ehlers, Willy (1905–1941), deutscher Politiker (NSDAP) und Gaupresseamtsleiter
- Ehlers, Wolfgang (1921–2010), deutscher Politiker (NPD), MdL
- Ehlers, Wolfgang (* 1953), deutscher Politiker (CDU)
- Ehlers-Kollwitz, Ottilie (1900–1963), deutsche Graphikerin und Malerin
- Ehlert, Arthur (* 1879), deutscher Verwaltungsjurist und Landrat
- Ehlert, Ernst (1875–1957), Landstallmeister am Hauptgestüt Trakehnen
- Ehlert, Erwin (1937–2016), deutscher Fußballspieler
- Ehlert, Fritz (1935–1984), deutscher Schauspieler und Kabarettist
- Ehlert, Gudrun (* 1958), deutsche Sozialarbeitswissenschaftlerin
- Ehlert, Hans (* 1947), deutscher Offizier und Militärhistoriker
- Ehlert, Hans-Harald (* 1962), deutscher Politiker (SPD), MdA
- Ehlert, Heidemarie (* 1950), deutsche Politikerin (Die Linke), MdB
- Ehlert, Hertha (1905–1997), deutsche KZ-Aufseherin in KonzentrationslagernHertha Ehlert (1905–1997)

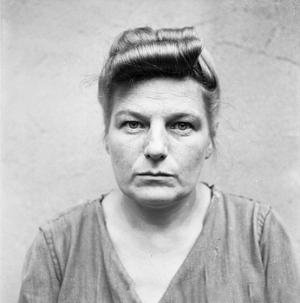
Hertha Ehlert (1905–1997)

- Ehlert, Jan (* 1979), deutscher Journalist
- Ehlert, Jan (* 1980), deutscher Filmproduzent und Drehbuchautor
- Ehlert, Josephine (* 1983), deutsche Theater- und Filmschauspielerin
- Ehlert, Louis (1825–1884), deutscher Komponist und Musikkritiker
- Ehlert, Margarete (1886–1962), deutsche Sozialfürsorgerin, Ministerialbeamtin und Politikerin (CDU)
- Ehlert, Matilda (* 2004), deutsche Handballspielerin
- Ehlert, Matthias (* 1967), deutscher Journalist und Buchautor
- Ehlert, Max (1904–1979), deutscher Pressefotograf
- Ehlert, Meik (* 1971), deutscher Fußballspieler
- Ehlert, Petra (1966–2021), deutsche Schauspielerin
- Ehlert, Sascha (* 1987), deutscher Kulturjournalist und VerlegerSascha Ehlert (* 1987)

Sascha Ehlert (* 1987)

- Ehlert, Tamara (1921–2008), deutsche Lyrikerin
- Ehlert, Tim (* 1978), deutscher Schauspieler
- Ehlert, Trude (* 1946), deutsche Germanistin und Hochschullehrerin
- Ehlert, Welta (* 1929), lettisch-deutsche Übersetzerin
- Ehlgoetz, Hermann (1880–1943), deutscher Architekt, Stadtplaner, kommunaler Baubeamter und Hochschullehrer
- Eḫli-Nikkal, hethitische Prinzessin und vermutlich Tochter von Šuppiluliuma II
- Ehlich, Christoph (* 1999), deutscher Fußballspieler
- Ehlich, Hans (1901–1991), deutscher Arzt und SS-Standartenführer
- Ehlich, Konrad (* 1942), deutscher Sprachwissenschaftler
- Ehling, Holger (* 1961), deutscher Autor und Journalist
- Ehling, Kay (* 1966), deutscher Althistoriker
- Ehling, Udo (1928–2010), deutscher Genetiker
- Ehling, Walter (1898–1969), deutscher Verwaltungsbeamter
- Ehling-Schulz, Monika (* 1968), deutsche Mikrobiologin, Biotechnologin, Agrarwissenschaftlerin und Philosophin
- Ehlinger, Mary (* 1954), US-amerikanische Schauspielerin und Komponistin
- Ehliz, Yasin (* 1992), deutscher EishockeyspielerYasin Ehliz (* 1992)

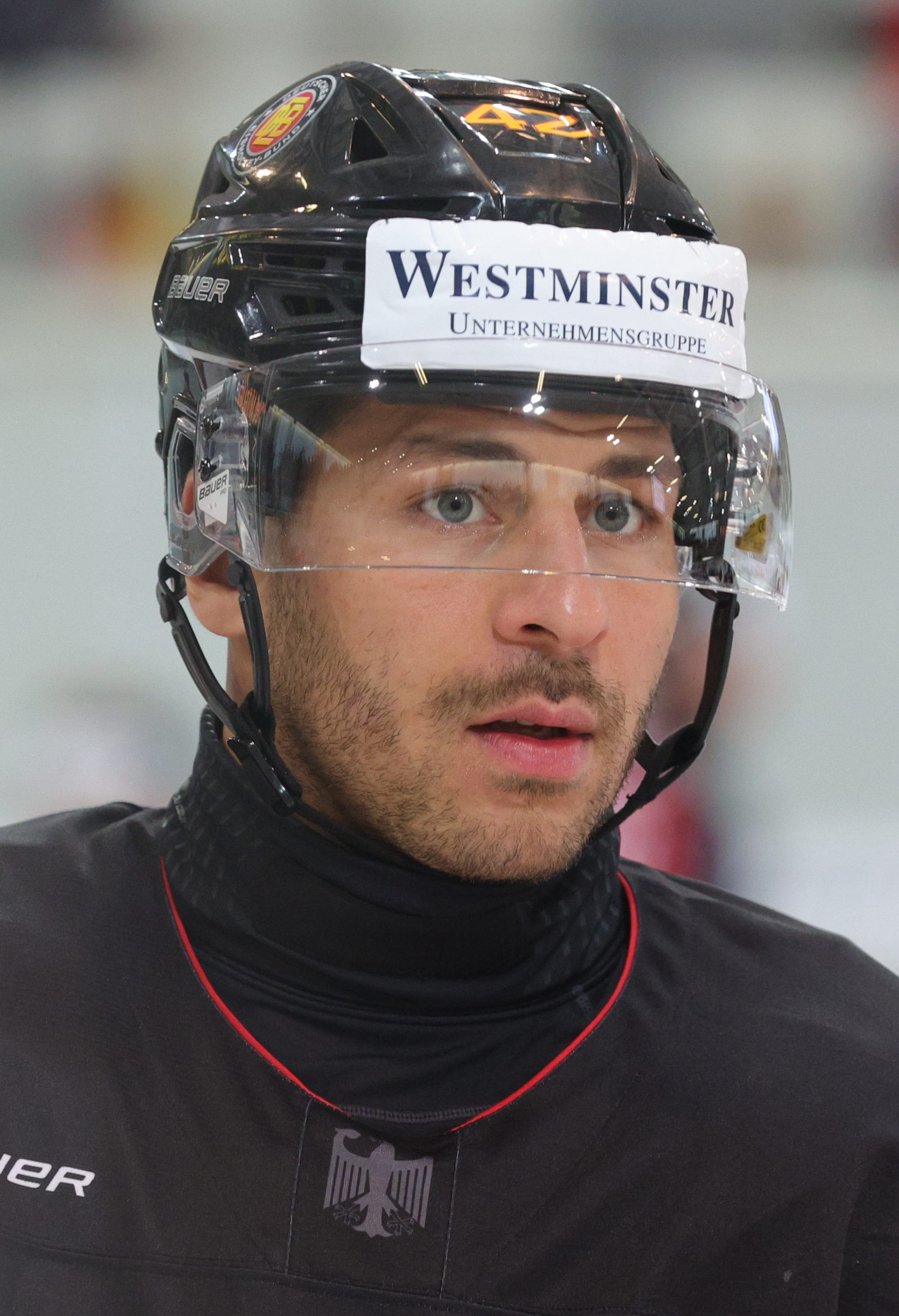
Yasin Ehliz (* 1992)

- Ehlotzky, Fritz (* 1886), österreichischer Grafiker und Autor
- Ehlvest, Jaan (* 1962), estnischer Schachspieler
- Ehlvest, Jüri (1967–2006), estnischer Schriftsteller

### Ehm
- Ehm, Bert (* 1946), deutscher Fußballtrainer und -manager
- Ehm, Heinz-Andreas (1920–1985), deutscher Schauspieler und Intendant
- Ehm, Jasmin (* 1991), deutsche Minigolferin
- Ehm, Lars (* 1976), deutscher Politiker (CDU), MdB
- Ehm, Marcus (* 1972), deutscher Kommunalpolitiker und Behindertensportler
- Ehm, Oskar (1858–1929), deutscher Politiker (DNVP)
- Ehm, Wilhelm (1918–2009), deutscher Politiker (SED), Stellvertretender Minister für Nationale Verteidigung im Ministerrat der DDR und Chef der Volksmarine
- Ehm-Schulz, Rosemarie (1922–2005), deutsche Tänzerin und Choreografin
- Ehman, Gerry (1932–2006), kanadischer Eishockeyspieler, -funktionär und -scout
- Ehman, Jerry (* 1939), US-amerikanischer Astrophysiker
- Ehmann, Anton (* 1972), österreichischer Fußballspieler
- Ehmann, Christoph (* 1943), deutscher Bildungsforscher und -administrator
- Ehmann, Dieter (1931–2013), deutscher Versicherungsmanager
- Ehmann, Eugen (1887–1963), deutscher Maler und Architekt
- Ehmann, Eugen (1945–1995), deutscher Fußballspieler
- Ehmann, Eugen (* 1958), deutscher Jurist und bayerischer Beamter, Regierungspräsident von Unterfranken
- Ehmann, Fabian (* 1993), rheinland-pfälzischer Politiker (Bündnis 90/Die Grünen)
- Ehmann, Fabian (* 1998), österreichischer Fußballspieler
- Ehmann, Franz Xaver (1801–1872), österreichischer Baumeister, Wiener Stadtbaumeister und Architekt
- Ehmann, Freda (1839–1932), deutsch-amerikanische Unternehmerin und „Mutter der kalifornischen Olivenindustrie“
- Ehmann, Hermann (1844–1905), deutscher Wasserbau-Ingenieur
- Ehmann, Horst (* 1935), deutscher Rechtswissenschaftler
- Ehmann, Johann Wilhelm (1817–1885), württembergischer Verwaltungsbeamter
- Ehmann, Johannes (* 1958), deutscher Hochschullehrer für Theologie
- Ehmann, Karl (1777–1829), österreichischer Baumeister, Wiener Stadtbaumeister, fürstlich Esterházyscher Hofbaumeister
- Ehmann, Karl (1827–1889), deutscher Ingenieur
- Ehmann, Karl (1882–1967), österreichischer Schauspieler
- Ehmann, Karl Christian Eberhard (1808–1879), württembergischer lutherischer Pfarrer
- Ehmann, Marcel (* 1974), deutscher Moderator, Sänger, Schauspieler und Synchronsprecher
- Ehmann, Marco (* 2000), rumänisch-deutscher Fußballspieler
- Ehmann, Michael (* 1975), österreichischer Zahntechniker und Politiker (SPÖ), Abgeordneter zum Nationalrat
- Ehmann, Paul (* 1993), deutscher Fußballspieler
- Ehmann, Wilhelm (1904–1989), deutscher Musikwissenschaftler und Kirchenmusiker
- Ehmayr, Paul (1909–1993), deutsch-österreichischer Raketentechniker
- Ehmck, Diedrich (1836–1908), deutscher Historiker und Politiker
- Ehmck, Gustav (1937–2024), deutscher Filmregisseur
- Ehmcke, Franziska (* 1947), deutsche Japanologin
- Ehmcke, Fritz Helmuth (1878–1965), deutscher Grafiker und Typograf
- Ehmcke, Jaana (* 1987), deutsche Schwimmerin
- Ehmcke, Susanne (1906–1982), deutsche Schriftstellerin und Illustratorin
- Ehmed, Îlham, kurdische PolitikerinÎlham Ehmed

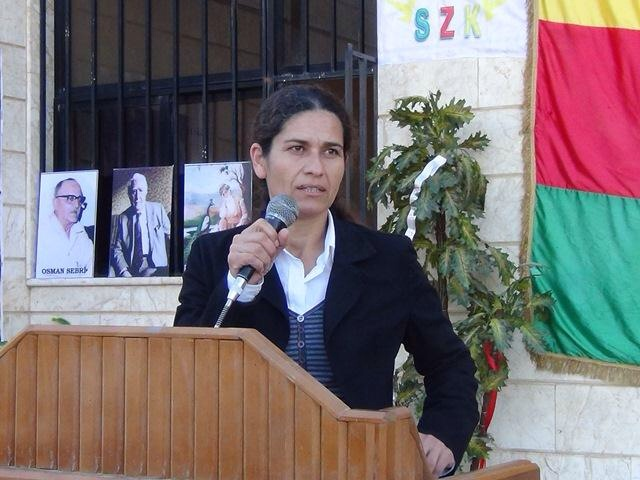
Îlham Ehmed

- Ehmed, Necîbe (* 1954), kurdische Schriftstellerin und Dichterin
- Ehmer, Hermann (* 1943), deutscher evangelischer Theologe und Archivar
- Ehmer, Josef (1948–2023), österreichischer Historiker
- Ehmer, Karl (1906–1978), deutscher Fußballspieler
- Ehmer, Lothar (1908–1989), deutscher Radrennfahrer
- Ehmer, Max (* 1992), deutscher Fußballspieler
- Ehmer, Wilhelm (1896–1976), deutscher Schriftsteller, Journalist und Zeitungsverleger
- Ehmert, Alfred (1910–1971), deutscher Physiker und Direktor am Max-Planck-Institut für Aeronomie
- Ehmig, Helmut, deutscher Schauspieler und Hörspielsprecher
- Ehmig, Paul (1874–1938), deutscher Architekt und mecklenburgischer Baubeamter
- Ehmig, Simone (* 1964), deutsche Kommunikationswissenschaftlerin und Hochschullehrerin
- Ehmig, Ulrike (* 1969), deutsche provinzialrömische Archäologin
- Ehmke, Adelheid (* 1948), deutsche Biologin, Hochschullehrerin, Universitäts-Stiftungsrätin
- Ehmke, Franz (1928–2018), deutscher Maler und Autor
- Ehmke, Heinz (1910–1943), preußischer Landrat und Verwaltungsjurist
- Ehmke, Horst (1927–2017), deutscher Politiker (SPD), MdB und HochschullehrerHorst Ehmke (1927–2017)

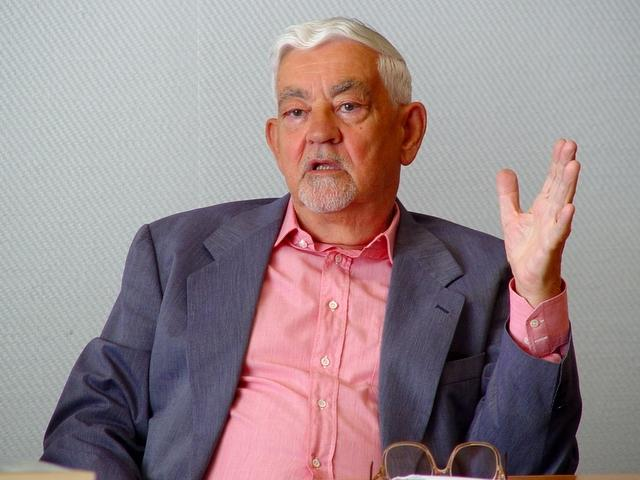
Horst Ehmke (1927–2017)

- Ehmke, Klaus-Dieter (* 1958), deutscher Arzt und Hobby-Geschichtsforscher
- Ehmke, Paul (1893–1973), deutscher Arzt und Freimaurer
- Ehmke, Peter (* 1953), deutscher Fußballspieler
- Ehmke, Thomas (* 1978), deutscher Politiker (SPD), MdBB
- Ehmke, Wolfgang (* 1946), deutscher Agrarbiologe und Politiker (Die Grünen), MdB
- Ehmke, Wolfgang (* 1947), deutscher Atomkraftgegner und Publizist
- Ehmsen, Britta (1957–2020), dänische Fußballspielerin
- Ehmsen, Ernst (1833–1893), Gründer des Sauerländischen Gebirgsvereins
- Ehmsen, Heinrich (1886–1964), deutscher Maler und Grafiker

### Ehn
- Ehn, Anna (* 1931), österreichische Gerechte unter den Völkern
- Ehn, Billy (* 1946), schwedischer Ethnologe
- Ehn, Christoffer (* 1996), schwedischer Eishockeyspieler
- Ehn, Gustav (1896–1947), schwedischer Fußballspieler
- Ehn, Karl (1884–1959), österreichischer Architekt
- Ehn, Leonore (1888–1978), österreichische Schauspielerin
- Ehn, Michael (* 1960), österreichischer Buchhändler und Schachhistoriker
- Ehnert, Günter (* 1943), deutscher Sachbuchautor und Verleger
- Ehnert, Jennifer Maria (* 1972), deutsche Schauspielerin und ModelJennifer Maria Ehnert (* 1972)

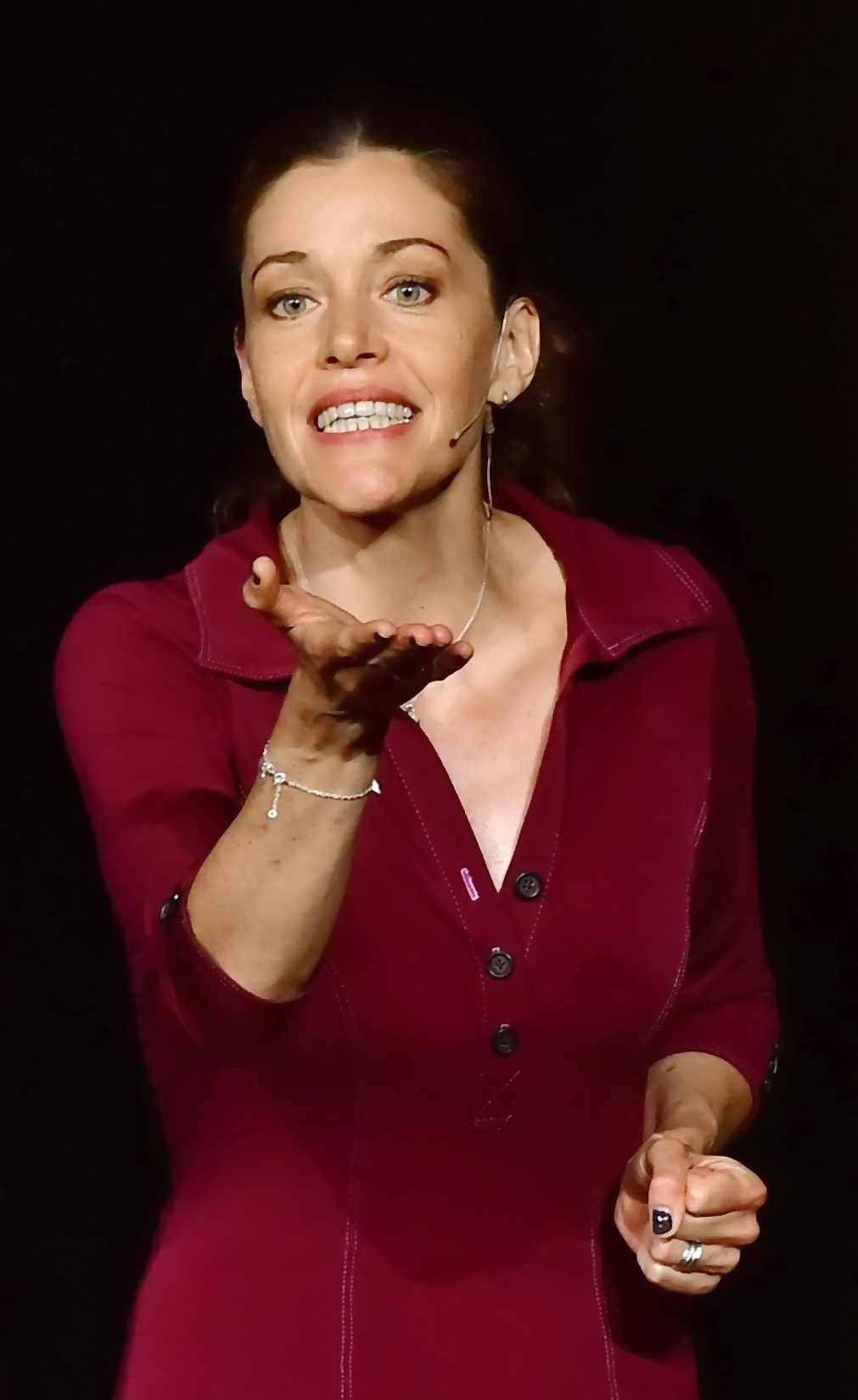
Jennifer Maria Ehnert (* 1972)

- Ehnert, Meike (* 1986), deutsche Popsängerin
- Ehnert, Michael (* 1967), deutscher Kabarettist, Autor, Schauspieler und Regisseur
- Ehnes, Barbara (* 1963), deutsche Bühnenbildnerin, Theaterregisseurin, Bildende Künstlerin und Hochschullehrerin
- Ehnes, Georg (1920–1991), deutscher Politiker (CSU), MdL, MdB
- Ehnes, James (* 1976), kanadischer Geiger
- Ehni, Ella (1875–1952), württembergische Politikerin (DDP)
- Ehni, Ellen (* 1973), deutsche Journalistin, Juristin und FernsehmoderatorinEllen Ehni (* 1973)

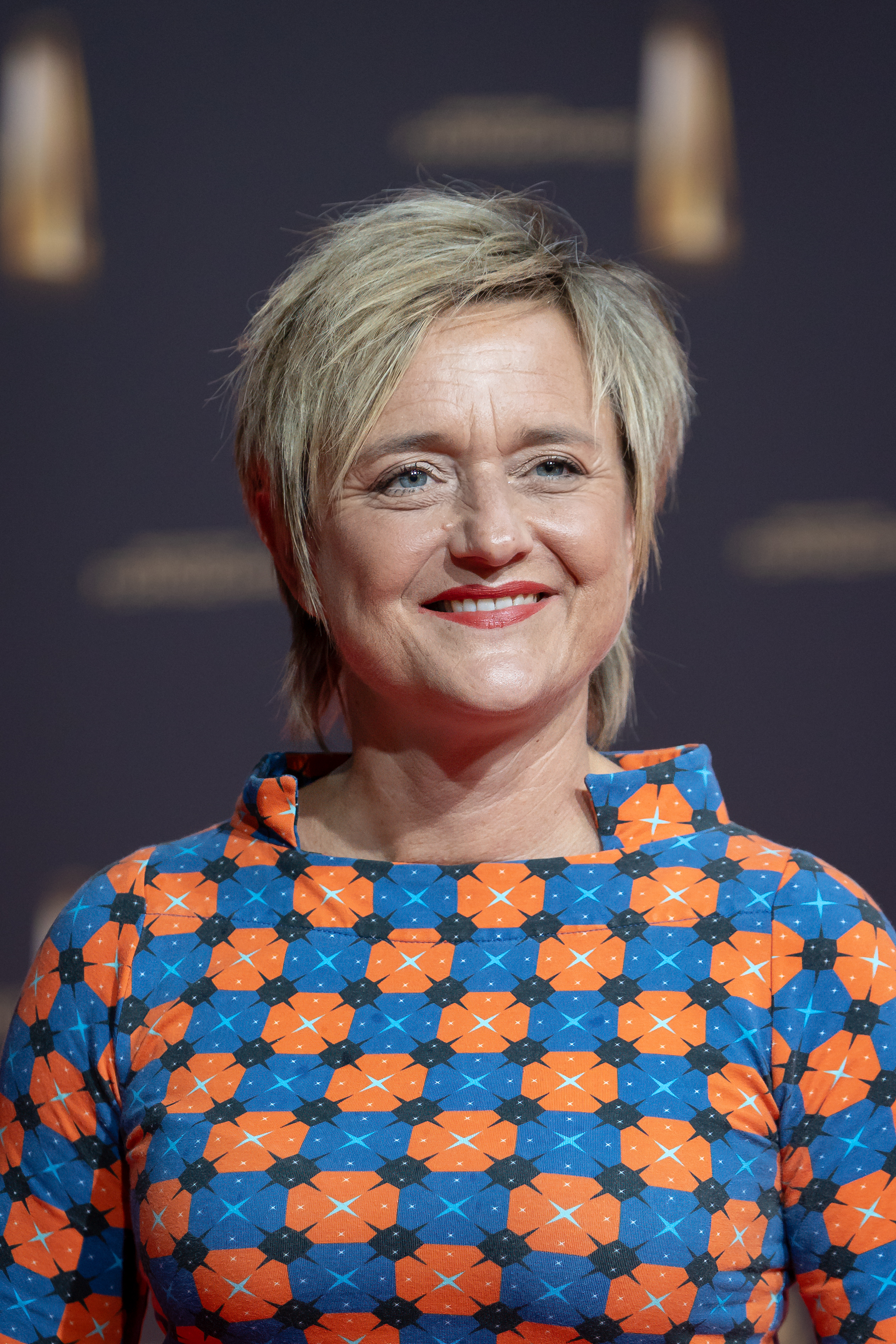
Ellen Ehni (* 1973)

- Ehni, Georg (1828–1904), deutscher Kaufmann und Politiker, MdR
- Ehni, Hans-Jörg (* 1969), deutscher Philosoph und Medizinethiker
- Ehni, Horst (1941–2015), deutscher Sportpädagoge und Hochschullehrer
- Ehning, Johannes (* 1982), deutscher Springreiter
- Ehning, Marcus (* 1974), deutscher Springreiter
- Ehninger, Christian (1818–1896), deutscher Politiker (DP), MdL (Württemberg)
- Ehninger, Gerhard (* 1952), deutscher Mediziner
- Ehninger, John Whetton (1827–1889), US-amerikanischer Maler und Illustrator der Düsseldorfer Schule
- Ehninger, Julia (* 1987), deutsche Jazzmusikerin (Gesang, Komposition)
- Ehninger, Michael (* 1974), deutscher Musiker, Komponist und Produzent
- Ehninger, Rudi (* 1942), deutscher Brigadegeneral der Bundeswehr
- Ehninger, Theodor (1834–1890), deutscher Politiker, MdL (Württemberg)
- Ehnle, Adrianus Johannes (1819–1863), niederländischer Porträtmaler, Zeichner und Lithograf
- Ehnmark, Anders (1931–2019), schwedischer Journalist und Schriftsteller
- Ehnn, Bertha (1845–1932), österreichische Sopranistin
- Ehnts, Dirk (* 1977), deutscher Wirtschaftswissenschaftler

### Eho
- Ehouzou, Jean-Marie (* 1950), beninischer Politiker und Diplomat

### Ehr

#### Ehra
- Ehrari, Ebrahim (* 1938), Künstler
- Ehrat, Ariane (* 1961), Schweizer Skirennfahrerin
- Ehrat, Johannes (* 1952), deutscher katholischer Sozialwissenschaftler
- Ehrat, Sandro (* 1991), Schweizer Tennisspieler
- Ehrath, Hellmut (1938–2008), deutscher Bildhauer und Graphiker

#### Ehrb
- Ehrbar, Friedrich (1827–1905), österreichischer Klaviermanufakturbesitzer
- Ehrbar, Herbert (1933–2011), deutscher Politiker
- Ehrbar, Udo (* 1942), deutscher Politiker (CDU), MdB
- Ehrbar, Walther Georg (1884–1960), Schweizer Grafiker und Maler

#### Ehre
- Ehre, Ida (1900–1989), österreichisch-deutsche Schauspielerin, Regisseurin und Theaterleiterin
- Ehré, Michael (* 1971), deutscher Schlagzeuger der Band Gamma Ray
- Ehre, Thea (* 1999), österreichische SchauspielerinThea Ehre (* 1999)

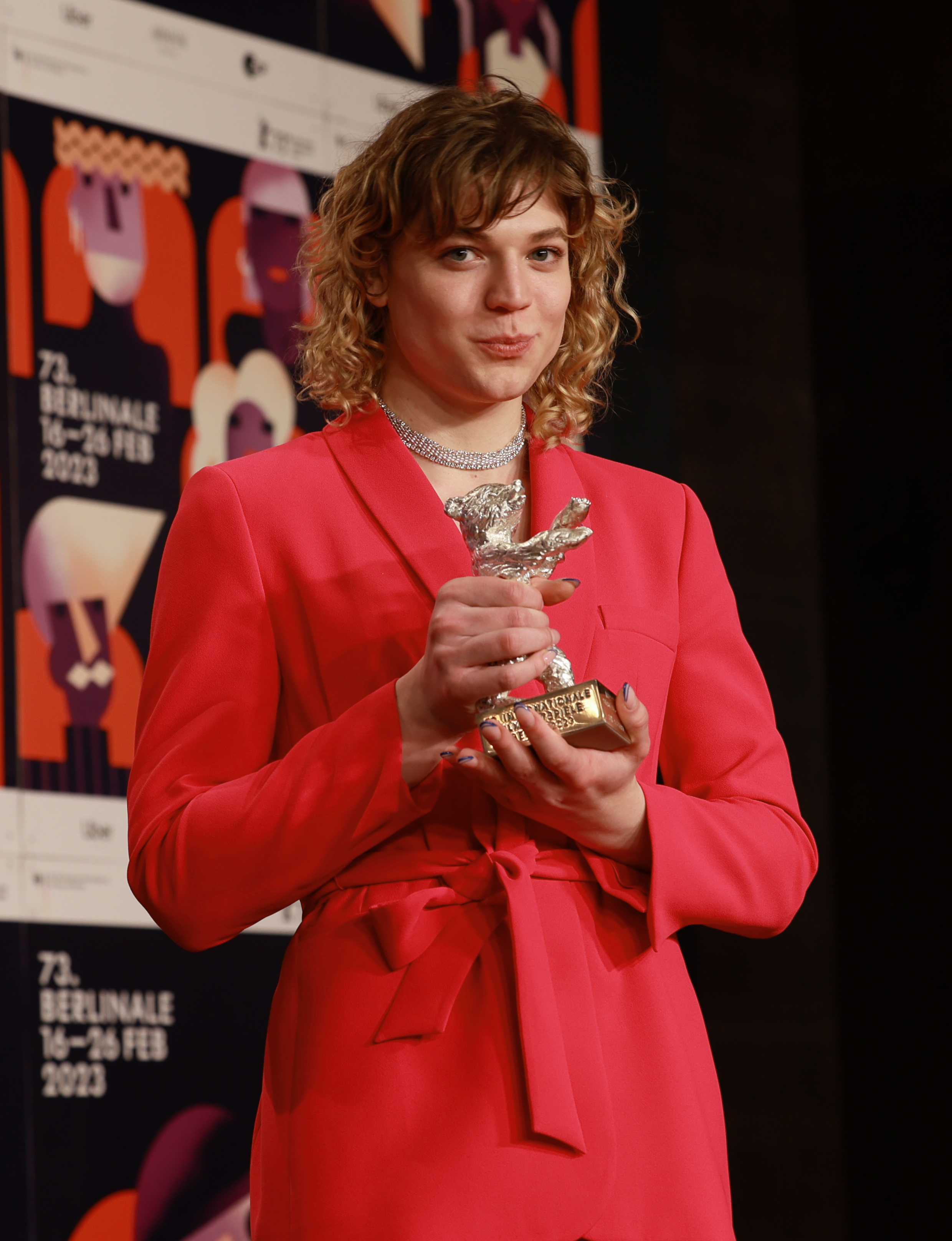
Thea Ehre (* 1999)

- Ehrecke, Adolf (1900–1980), deutscher Nationalsozialist; Gauleiter im Saargebiet
- Ehremar, Patriarch von Jerusalem, Erzbischof von Caesarea
- Ehren, Harald (* 1966), deutscher Journalist
- Ehren, Hermann (1894–1964), deutscher Politiker (Zentrum, CDU), MdB
- Ehren, Julius von (1864–1944), deutscher Maler
- Ehrenbaum, Ernst (1861–1942), deutscher Biologe
- Ehrenbaum-Degele, Hans (1889–1915), deutscher Lyriker und Herausgeber
- Ehrenberg, Alain (* 1950), französischer Soziologe
- Ehrenberg, Albrecht (1877–1964), deutscher Schiffbauingenieur, Obermarinebaurat und Professor für Schiffbau
- Ehrenberg, André (* 1972), deutscher Kanute
- Ehrenberg, Birger (* 1962), deutscher Politiker (FDP), MdL
- Ehrenberg, Carl (1840–1914), deutscher Historienmaler und Illustrator
- Ehrenberg, Carl (1878–1962), deutscher Komponist klassischer Musik
- Ehrenberg, Carl August (1801–1849), deutscher Botaniker und Pflanzensammler
- Ehrenberg, Carl Ferdinand von (1806–1841), Schweizer Architekt
- Ehrenberg, Christian Gottfried (1795–1876), deutscher Ökologe, Zoologe, Geologe und MikroskopikerChristian Gottfried Ehrenberg (1795–1876)

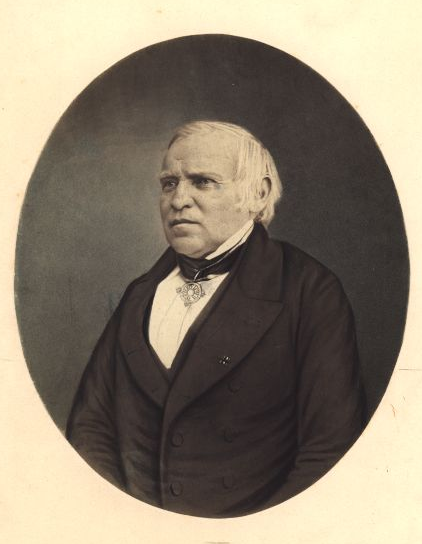
Christian Gottfried Ehrenberg (1795–1876)

- Ehrenberg, Eckehart (* 1944), deutscher Politiker (DL)
- Ehrenberg, Eleonora (1832–1912), böhmische Opernsängerin (Koloratursopran)
- Ehrenberg, Friedrich (1776–1852), deutscher reformierter Theologe
- Ehrenberg, Hans (1883–1958), deutscher Theologe
- Ehrenberg, Hans (1894–1977), deutscher Mineraloge, Rektor der RWTH Aachen
- Ehrenberg, Hans (1922–2004), deutscher Kernphysiker und langjähriger Direktor des Instituts für Kernphysik Mainz
- Ehrenberg, Hans-Werner (* 1952), deutscher Lehrer und Politiker (FDP), MdB
- Ehrenberg, Henry (1912–1993), deutschamerikanischer Kantor
- Ehrenberg, Herbert (1926–2018), deutscher Politiker (SPD), MdB
- Ehrenberg, Hermann (1816–1866), deutscher Autor
- Ehrenberg, Hermann (1858–1920), deutscher Historiker
- Ehrenberg, Johann Aloys Gayer von (1737–1818), österreichischer Jurist und Hofbeamter
- Ehrenberg, Johannes von († 1544), Domherr in Mainz, Speyer und Worms, Domdekan und Dompropst
- Ehrenberg, Kurt (1896–1979), österreichischer Paläontologe und Speläologe
- Ehrenberg, Maria (* 1919), deutsche Botanikerin und Hochschullehrerin
- Ehrenberg, Paul (1875–1956), deutscher Agrikulturchemiker; Hochschullehrer und Rektor in Breslau
- Ehrenberg, Paul (1876–1949), deutscher Violinist und MalerPaul Ehrenberg (1876–1949)

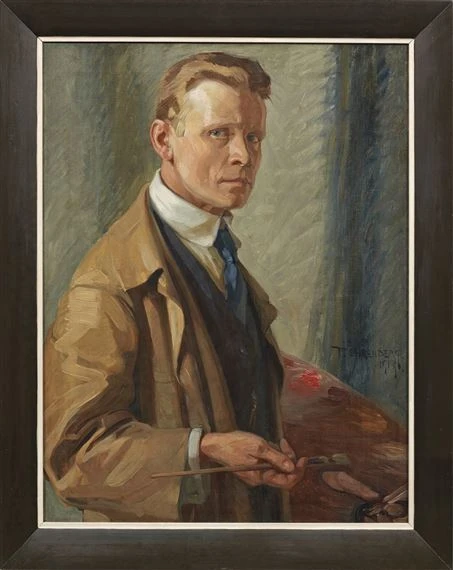
Paul Ehrenberg (1876–1949)

- Ehrenberg, Philipp Adolf von (1583–1631), Fürstbischof von Würzburg
- Ehrenberg, Richard (1857–1921), deutscher Ökonom
- Ehrenberg, Rudolf (1884–1969), deutscher Biologe und Physiologe
- Ehrenberg, Samuel Meyer (1773–1853), deutscher Pädagoge und Schuldirektor
- Ehrenberg, Victor (1851–1929), deutscher Rechtswissenschaftler
- Ehrenberg, Victor (1891–1976), deutsch-britischer Althistoriker
- Ehrenberg, Werner (1901–1975), deutsch-britischer Physiker
- Ehrenberg, Wilhelm (1834–1892), Schweizer Unternehmer
- Ehrenberg, Wilhelm von († 1841), preußischer Verwaltungsbeamter und Landrat
- Ehrenberg, Wolff Eberhard von († 1597), kurmainzischer Oberamtmann in Miltenberg
- Ehrenberg, Yitshak (* 1950), orthodoxer Rabbiner
- Ehrenberger, Andreas (1649–1726), deutscher Pfarrer und Naturforscher
- Ehrenberger, Anton (* 1953), österreichischer bildender Künstler
- Ehrenberger, Bonifacius Heinrich (1681–1759), deutscher Mathematiker und Physiker am Gymnasium Casimirianum in Coburg
- Ehrenberger, Evelyn (* 1969), deutsche Wissenschaftsmanagerin, Präsidentin der Hochschule der Bayerischen Wirtschaft
- Ehrenberger, Jiří (* 1955), deutscher Eishockeytrainer
- Ehrenberger, Kurt (1933–2022), österreichischer Unternehmer und Sportfunktionär
- Ehrenberger, Ludwig (1878–1950), österreichischer Maler und Grafiker
- Ehrenberger, Michael (1958–2021), österreichischer Mediziner und Unternehmer
- Ehrenberger, Wolfgang (* 1941), deutscher Informationswissenschaftler
- Ehrenbold, Alena (* 1983), Schweizer Surferin
- Ehrenbolger, Karl (* 1899), Schweizer Fussballspieler
- Ehrenborg, Lennart (1923–2017), schwedischer Filmregisseur, Drehbuchautor, Schauspieler und Filmproduzent
- Ehrenbrecht, Heinrich (1895–1960), deutscher Sportfunktionär, Präsident des Deutschen Tischtennis-Bundes
- Ehrenbrink, Ralf (* 1960), deutscher Vielseitigkeitsreiter
- Ehrenburg, Ilja Grigorjewitsch (1891–1967), russischer Schriftsteller und JournalistIlja Grigorjewitsch Ehrenburg (1891–1967)

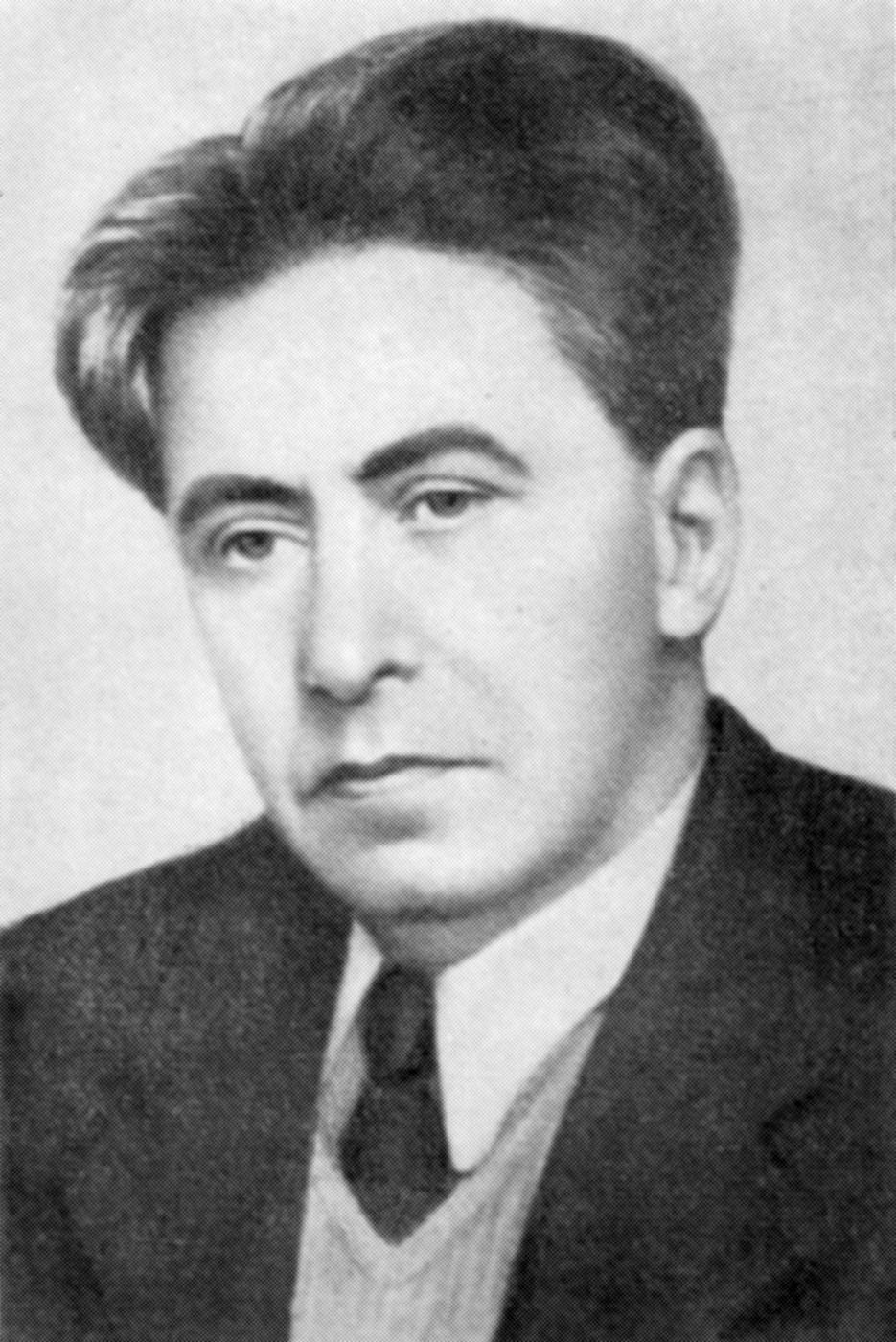
Ilja Grigorjewitsch Ehrenburg (1891–1967)

- Ehrenburg, Joachim Christian von (1628–1695), deutscher Jurist
- Ehrendorfer, Friedrich (1927–2023), österreichischer Botaniker und Systematiker
- Ehrenfeld, Nathan (1843–1912), österreich-ungarischer Rabbiner
- Ehrenfellner, Christoph (* 1975), österreichischer Dirigent und Komponist
- Ehrenfels, Christian von (1859–1932), österreichischer Philosoph
- Ehrenfels, Elfriede (1894–1982), österreichische Schriftstellerin
- Ehrenfels, Joseph Michael von (1767–1843), österreichischer Schaf- und Bienenkundler
- Ehrenfels, Omar Rolf von (1901–1980), österreichischer Anthropologe und Orientalist
- Ehrenfels, Roland (* 1961), deutscher Ruderer
- Ehrenfest, Paul (1880–1933), österreichischer Physiker
- Ehrenfest-Afanassjewa, Tatjana (1876–1964), russisch-niederländische Physikerin und Mathematikerin
- Ehrenfeucht, Andrzej (* 1932), polnisch-US-amerikanischer Informatiker und Mathematiker
- Ehrenfeuchter, Friedrich (1814–1878), deutscher evangelischer Theologe, Universitätsprofessor und Abt
- Ehrenforth, Karl Heinrich (1929–2017), deutscher Musikwissenschaftler und Musikpädagoge
- Ehrenforth, Werner (1939–2002), deutscher Aphoristiker
- Ehrenfreund, Heinz (1942–1999), österreichischer Schauspieler und Hörspielsprecher
- Ehrenfreund, Pascale (* 1960), österreichische Astrobiologin
- Ehrenfried, Adalbert (1910–2002), deutscher Theologe und Autor
- Ehrenfried, Anton (1895–1974), österreichischer Banker und Politiker (ÖVP), Abgeordneter zum Nationalrat
- Ehrenfried, Lily (1896–1994), deutsche Ärztin und Heilgymnastikerin
- Ehrenfried, Louis (1835–1897), neuseeländischer Bierbrauer und Kommunalpolitiker deutsch-jüdischer Herkunft
- Ehrenfried, Marco (* 1991), deutscher American-Football-Spieler
- Ehrenfried, Mark (* 1991), deutscher Pianist und Komponist
- Ehrenfried, Matthias (1871–1948), Bischof von WürzburgMatthias Ehrenfried (1871–1948)

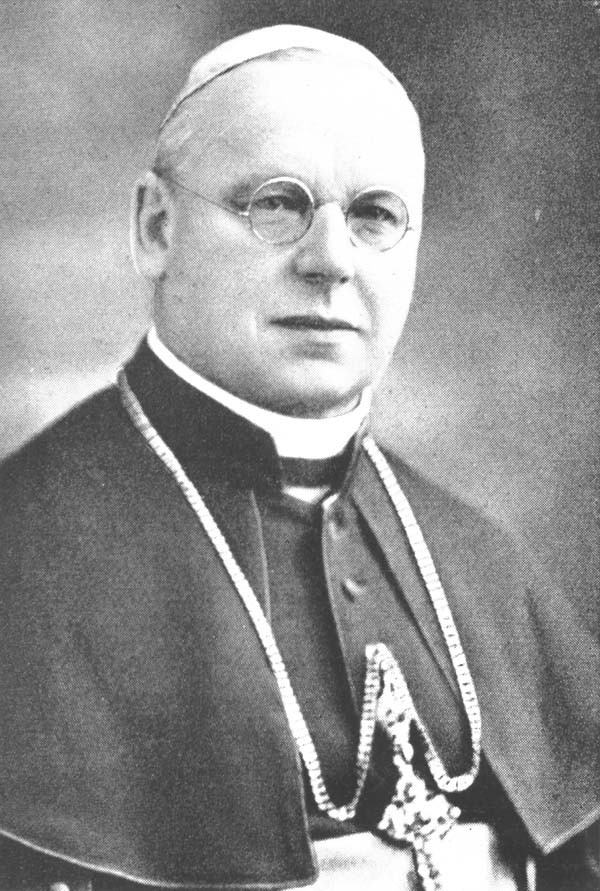
Matthias Ehrenfried (1871–1948)

- Ehrenfried, Susanne (* 1961), deutsche Kunsthistorikerin und Kuratorin
- Ehrenfried-Gaber, Gertraud (* 1941), österreichische Skirennläuferin
- Ehrengard von Isenburg (1577–1637), Tochter Grafen Philipp II. von Isenburg-Büdingen
- Ehrenhaft, Felix (1879–1952), österreichischer Physiker
- Ehrenhaus, Salomo (1835–1902), deutscher Mediziner
- Ehrenhauser, Martin (* 1978), österreichischer Politiker, MdEP
- Ehrenhöfer, Franz (1880–1939), österreichischer Bildhauer
- Ehrenhöfer, Willibald (* 1972), österreichischer Politiker (ÖVP)
- Ehrenhöfler, Eduard (* 1936), österreichischer Politiker (ÖVP), Landesrat im Burgenland
- Ehrenholz, Niklas (* 1995), deutscher Pokerspieler
- Ehrenkrook, Hans Friedrich von (1888–1968), deutscher Genealoge und Adelsrechtler
- Ehrenlechner, Hermann (1865–1943), deutscher Goldschmied
- Ehrenpreis, Andreas (1589–1662), Persönlichkeit der Täuferbewegung und Vorsteher der Hutterer
- Ehrenpreis, Irvin (1920–1985), US-amerikanischer Literaturwissenschaftler und Hochschullehrer
- Ehrenpreis, Leon (1930–2010), US-amerikanischer Mathematiker
- Ehrenpreis, Mordechai (1869–1951), Rabbiner, Schriftsteller, Übersetzer
- Ehrenpreis, Stefan (* 1961), deutscher Historiker
- Ehrenreich, Alden (* 1989), US-amerikanischer SchauspielerAlden Ehrenreich (* 1989)

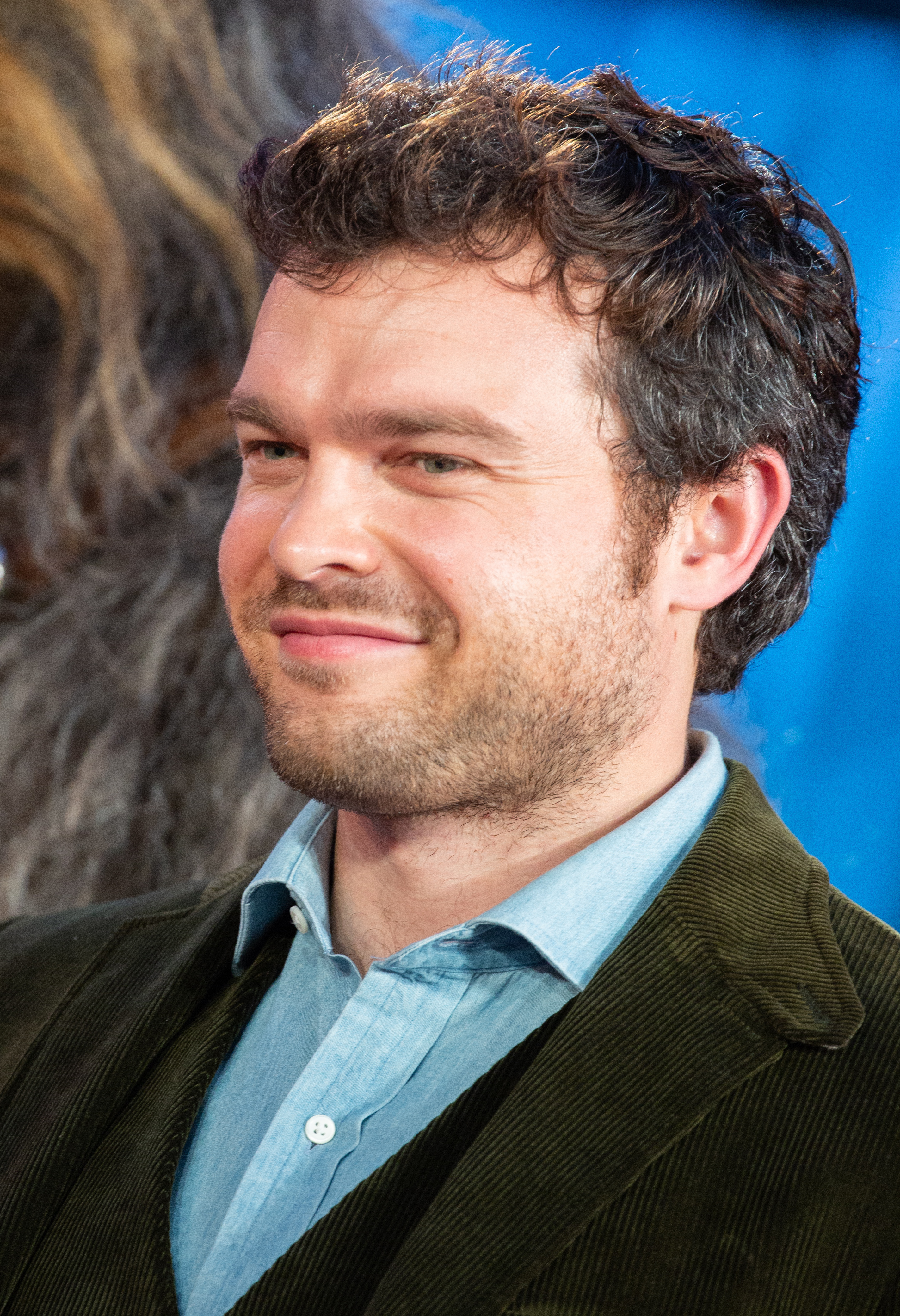
Alden Ehrenreich (* 1989)

- Ehrenreich, Barbara (1941–2022), US-amerikanische Publizistin und Investigativjournalistin
- Ehrenreich, Hannelore (* 1955), deutsche Veterinärmedizinerin und Medizinerin
- Ehrenreich, Hans Gustav (1917–1984), dänischer Handwerker und Designer
- Ehrenreich, Henry (1928–2008), US-amerikanischer Physiker
- Ehrenreich, Martin (* 1983), österreichischer Fußballspieler
- Ehrenreich, Maximilian (* 2003), deutscher NachwuchsschauspielerMaximilian Ehrenreich (* 2003)

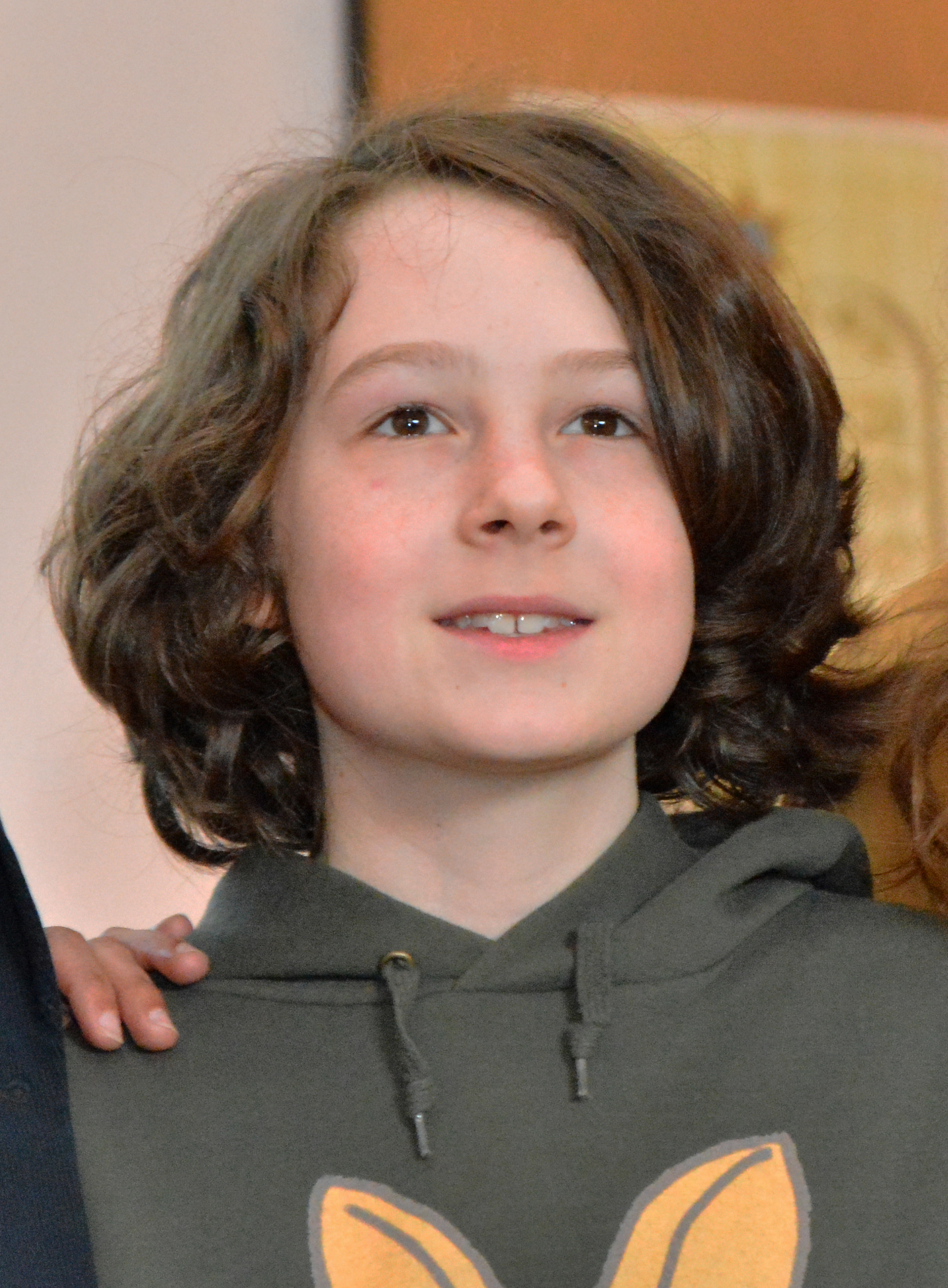
Maximilian Ehrenreich (* 2003)

- Ehrenreich, Paul (1855–1914), deutscher Anthropologe, Ethnologe
- Ehrenreich, Philipp (* 1892), österreichischer Weitspringer
- Ehrenreich, Teddy (1936–2014), österreichischer Jazzmusiker
- Ehrens, Arthur (1879–1919), Theater- und Stummfilmschauspieler
- Ehrensbeck, John (1944–2021), US-amerikanischer Biathlet
- Ehrensberger, Emil (1858–1940), deutscher Chemiker und Industriemanager
- Ehrensberger, Hieronymus (1813–1873), deutscher Verwaltungsjurist
- Ehrensberger, Konrad (1936–2009), deutscher Flottillenadmiral
- Ehrensberger, Otto (1887–1968), deutscher Landrat, Ministerialbeamter und Richter
- Ehrenskiöld, Nils (1674–1728), schwedischer Admiral
- Ehrensperger, Carlos (1911–2001), Schweizer Komponist, Pianist, Chorleiter und Schulmusiker
- Ehrensperger, Gianni (* 1985), Schweizer Eishockeyspieler
- Ehrensperger, Gisela (* 1943), Schweizer Opern-/Operetten-/Musicalsängerin (Sopran)
- Ehrensperger, Günter (* 1931), deutscher Politiker (SED), MdV, Abteilungsleiter des ZK der SED
- Ehrensperger, Kurt (* 1954), Schweizer Radrennfahrer
- Ehrensperger, Serge (1935–2013), Schweizer Autor und Übersetzer
- Ehrenstamm, Veith († 1827), österreichischer Unternehmer
- Ehrenstein, Albert (1886–1950), Lyriker, ErzählerAlbert Ehrenstein (1886–1950)

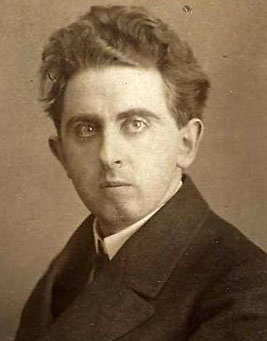
Albert Ehrenstein (1886–1950)

- Ehrenstein, Carl (1892–1971), österreichischer Prosaschriftsteller, Lyriker und Übersetzer
- Ehrenstein, Georg Otto von (1835–1907), deutscher Politiker (Konservativer Landesverein), Leipziger Kreishauptmann (1887–1906)
- Ehrenstein, Gottfried W. (1937–2021), deutscher Ingenieur, Kunststofftechniker und Hochschullehrer
- Ehrenstein, Karl von (1837–1899), sächsischer Generalleutnant
- Ehrenstein, Karl Wolf von (1805–1862), deutscher Politiker, Finanzminister im Königreich Sachsen
- Ehrenstein, Louise von (1867–1944), österreichische Opernsängerin (Sopran)
- Ehrenstein, Maximilian (1899–1968), deutschamerikanischer Biochemiker
- Ehrenstein, Michaela, österreichische Schauspielerin, Chansonsängerin, Regisseurin und Theaterleiterin
- Ehrenstein, Walter (1899–1961), deutscher Psychologe und Hochschullehrer
- Ehrenstein, Walter H. (1950–2009), deutscher Gestaltpsychologe und Wahrnehmungsforscher
- Ehrenstrahl, Anna Maria (1666–1729), schwedische Malerin im Stil des Barock
- Ehrenstrahl, David Klöcker (1629–1698), schwedischer Maler
- Ehrensvärd, Augustin (1710–1772), schwedischer Graf, Feldmarschall und Künstler
- Ehrensvärd, Carl August (1745–1800), schwedischer Zeichner, Architekt und Kunsttheoretiker
- Ehrensvärd, Johan Jakob (1666–1731), schwedischer Militär
- Ehrenteit, John (1885–1968), deutscher Politiker (SPD), MdHB und Hamburger Senator
- Ehrenteit, Nico (* 1989), deutscher Schauspieler
- Ehrenthal, Christian Karl Platz von (1663–1722), Landeshauptmann, kaiserlich königlicher Rat und Stifter
- Ehrenthal, Johannes C. (* 1977), deutscher Psychologe, Psychotherapieforscher, Psychologischer Psychotherapeut
- Ehrenthal, Max von (1849–1935), sächsischer Oberstleutnant und Museumsdirektor
- Ehrenthal, Oskar von (1854–1921), sächsischer General der Infanterie im Ersten Weltkrieg
- Ehrentraut, Heinrich Georg (1798–1866), deutscher Jurist, Privatgelehrter und Parlamentarier
- Ehrentraut, Julius (1841–1923), deutscher Maler
- Ehrentraut, Lina (* 1993), deutsche Comic-Künstlerin
- Ehrentraut, Paul (1856–1911), deutscher Zeitungsredakteur
- Ehrentraut, Yvonne (1914–1982), deutsche Künstlerin
- Ehrentreich, Alfred (1896–1998), Reformpädagoge, Schulleiter und Autor
- Ehrentreu, Ernst (1896–1981), Rabbiner
- Ehrenwald, Jan (1900–1988), US-amerikanischer Psychiater
- Ehrenwall, Carl von (1855–1935), deutscher Neurologe, Kommunalpolitiker
- Ehrenwerth, Dietrich (* 1957), deutscher Kirchenmusiker
- Ehrenzeller, Bernhard (* 1953), Schweizer Jurist
- Ehrenzeller, Sabine Kofmel (* 1963), Schweizer Juristin und Hochschullehrerin
- Ehrenzweig, Albert Armin (1906–1974), österreichisch-amerikanischer Rechtswissenschaftler
- Ehrenzweig, Armin (1864–1935), österreichischer Rechtswissenschaftler
- Ehresmann, Charles (1905–1979), französischer Mathematiker
- Ehret, Arno (* 1953), deutscher Handballtrainer und ehemaliger Handballspieler
- Ehret, Arnold (1866–1922), deutscher Naturheilkundler und BuchautorArnold Ehret (1866–1922)

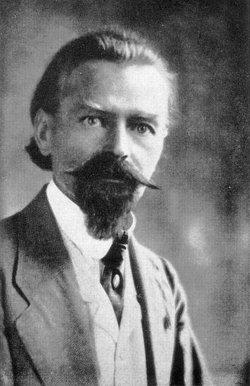
Arnold Ehret (1866–1922)

- Ehret, Christopher (1941–2025), US-amerikanischer Linguist und Historiker
- Ehret, Dieter (* 1959), deutscher Politiker (FDP), MdL
- Ehret, Fabrice (* 1979), französischer Fußballspieler
- Ehret, Georg Dionysius (1708–1770), deutscher Botaniker
- Ehret, Hermann (1844–1913), deutscher Politiker und Unternehmer
- Ehret, Jean (* 1967), luxemburgischer Theologe und Literaturwissenschaftler
- Ehret, John (* 1971), deutscher Politiker (parteilos)
- Ehret, Karl (1911–1991), deutscher Ringer
- Ehret, Michael (* 1969), deutscher Jazz-Schlagzeuger
- Ehret, Oliver (* 1964), deutscher Kommunalpolitiker (CDU)
- Ehret, Peter (1954–1981), deutscher Synchronsprecher
- Ehret, Pierre (* 1956), deutscher Unternehmer und Autorennfahrer
- Ehret, Robert (1925–2022), deutscher Bankmanager und Vorstandsmitglied der Deutschen Bank
- Ehret, Uwe (1955–2013), deutscher Fußballtrainer

#### Ehrf
- Ehrfurt, Emanuel (1903–1975), deutscher Politiker (CDU), MdL

#### Ehrh
- Ehrhard, Albert (1862–1940), deutscher katholischer Theologe
- Ehrhard, Dominique (* 1958), französischer Spieleautor, bildender Künstler sowie Autor von Kinder- und Jugendbüchern
- Ehrhard, Franz-Karl (* 1953), deutscher Tibetologe, Buddhismuskundler, Hochschullehrer
- Ehrhard, Markus (* 1976), deutscher Fußballspieler
- Ehrhard, Wilhelm (1884–1936), deutscher Politiker, Oberbürgermeister von Mainz (1931–1933)
- Ehrhardt, Adolf (1813–1899), deutscher Maler
- Ehrhardt, Alfred (1901–1984), deutscher Fotograf und Dokumentarfilmer
- Ehrhardt, Annelie (1950–2024), deutsche Leichtathletin und OlympiasiegerinAnnelie Ehrhardt (1950–2024)

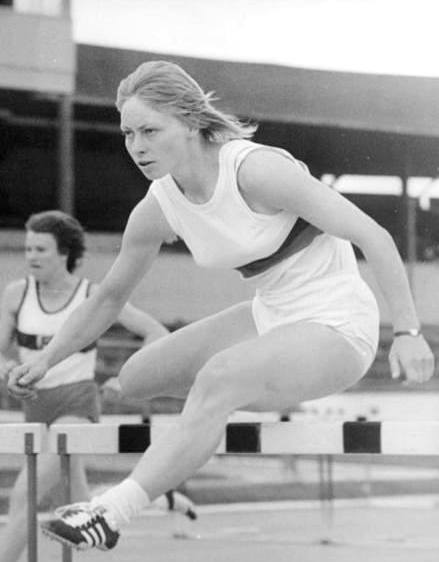
Annelie Ehrhardt (1950–2024)

- Ehrhardt, Arnold (1903–1965), deutscher Rechtshistoriker, englischer Theologe
- Ehrhardt, Arthur (1896–1971), deutscher Offizier, Militärschriftsteller, Übersetzer und politischer Publizist
- Ehrhardt, Dallas (* 1992), kanadisch-britischer Eishockeyspieler
- Ehrhardt, Dennis (* 1974), deutscher Schriftsteller, Hörspielregisseur und -produzent
- Ehrhardt, Dieter (1927–2021), deutscher Konteradmiral der Bundesmarine
- Ehrhardt, Enrico (* 1983), deutscher Volleyballspieler
- Ehrhardt, Erdmann (1811–1884), deutscher Gutsbesitzer und Politiker, MdL
- Ehrhardt, Erich von (1840–1899), preußischer Generalmajor
- Ehrhardt, Ernst (1855–1944), deutscher Architekt und preußischer Baubeamter, Dombaumeister in Bremen
- Ehrhardt, Franz (1880–1956), deutscher Politiker (Zentrum, CDU), MdR, MdL
- Ehrhardt, Friedrich von (1789–1864), preußischer Generalmajor
- Ehrhardt, Georg (1862–1935), deutscher Schriftsteller
- Ehrhardt, Gustav (1868–1945), deutscher Automobilpionier, Fahrzeugkonstrukteur und Motorsportler
- Ehrhardt, Heinrich (1840–1928), deutscher Erfinder, Unternehmer und Manager
- Ehrhardt, Helmut (1927–2011), deutscher Physiker und Hochschullehrer
- Ehrhardt, Helmut E. (1914–1997), deutscher Psychiater, Rechtsmediziner und Hochschullehrer
- Ehrhardt, Hermann (1881–1971), deutscher Militär- und FreikorpsführerHermann Ehrhardt (1881–1971)

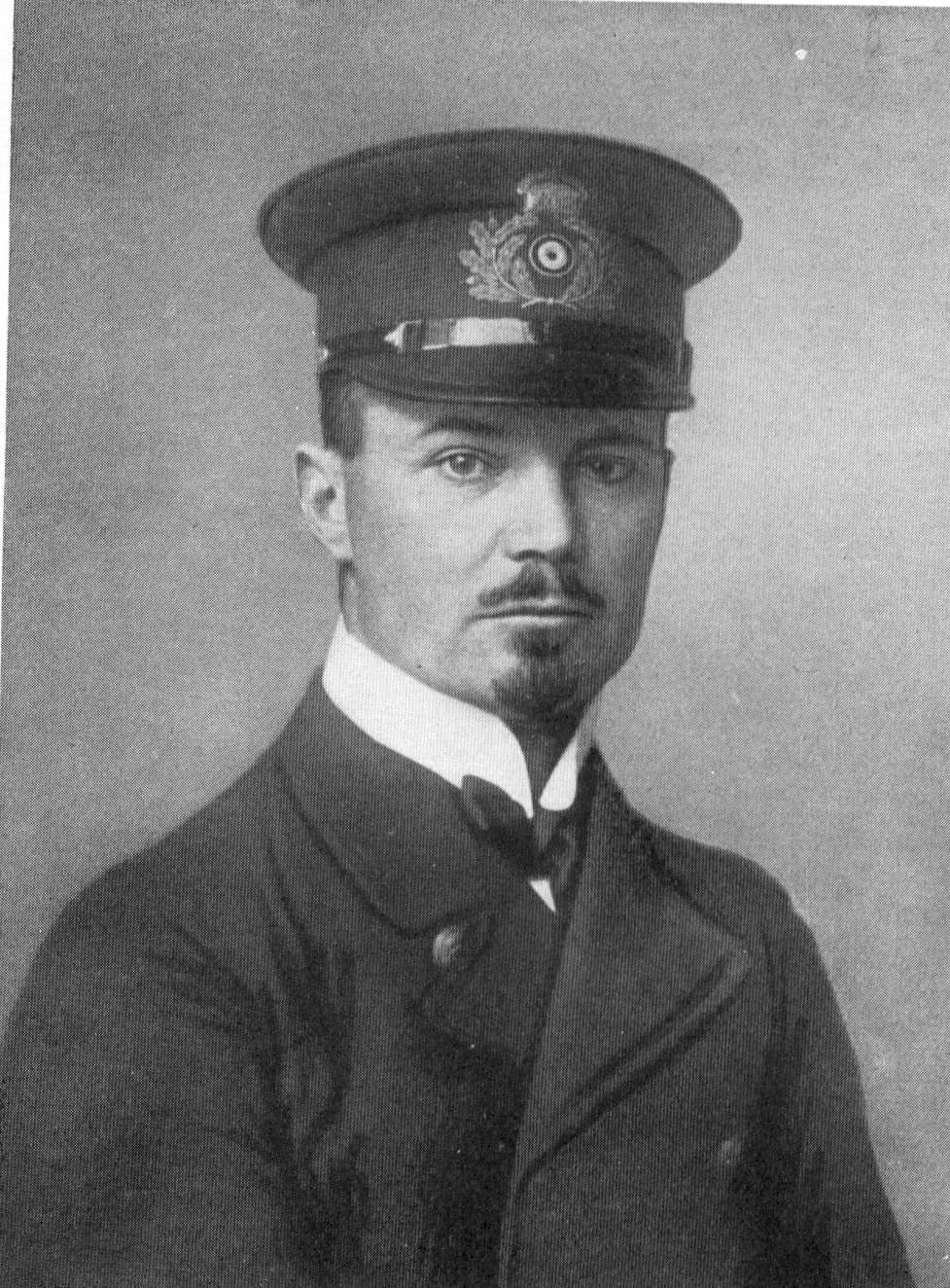
Hermann Ehrhardt (1881–1971)

- Ehrhardt, Holger (* 1964), deutscher Germanist und Märchenforscher
- Ehrhardt, Holger-Ralf (* 1967), deutscher Journalist und Radiomoderator
- Ehrhardt, Jens (* 1942), deutscher Fondsmanager, Vermögensverwalter und Herausgeber eines Börsenbriefs
- Ehrhardt, Johann Heinrich (1805–1883), deutscher Lokomotivbauer und Erfinder
- Ehrhardt, Kurt (1900–1971), deutscher Theater- und Filmschauspieler, Regisseur und Intendant
- Ehrhardt, Ludwig (1838–1905), deutscher Maschinenbau-Ingenieur und Unternehmer
- Ehrhardt, Ludwig (1864–1938), evangelischer Theologe
- Ehrhardt, Marion (1932–2011), deutsche Romanistin und Lusitanistin
- Ehrhardt, Markus (* 1977), deutscher katholischer Religionspädagoge, Autor und Liedermacher
- Ehrhardt, Matthias (* 1968), deutscher Mathematiker und Hochschullehrer an der Bergischen Universität Wuppertal
- Ehrhardt, Max (1866–1932), deutscher Architekt und Bauunternehmer
- Ehrhardt, Max (1895–1968), deutscher Gewerkschafter
- Ehrhardt, Michael (* 1966), deutscher Historiker
- Ehrhardt, Michael (* 1981), deutscher Maler und Biologe
- Ehrhardt, Monika (* 1947), deutsche Schriftstellerin und TexterinMonika Ehrhardt (* 1947)

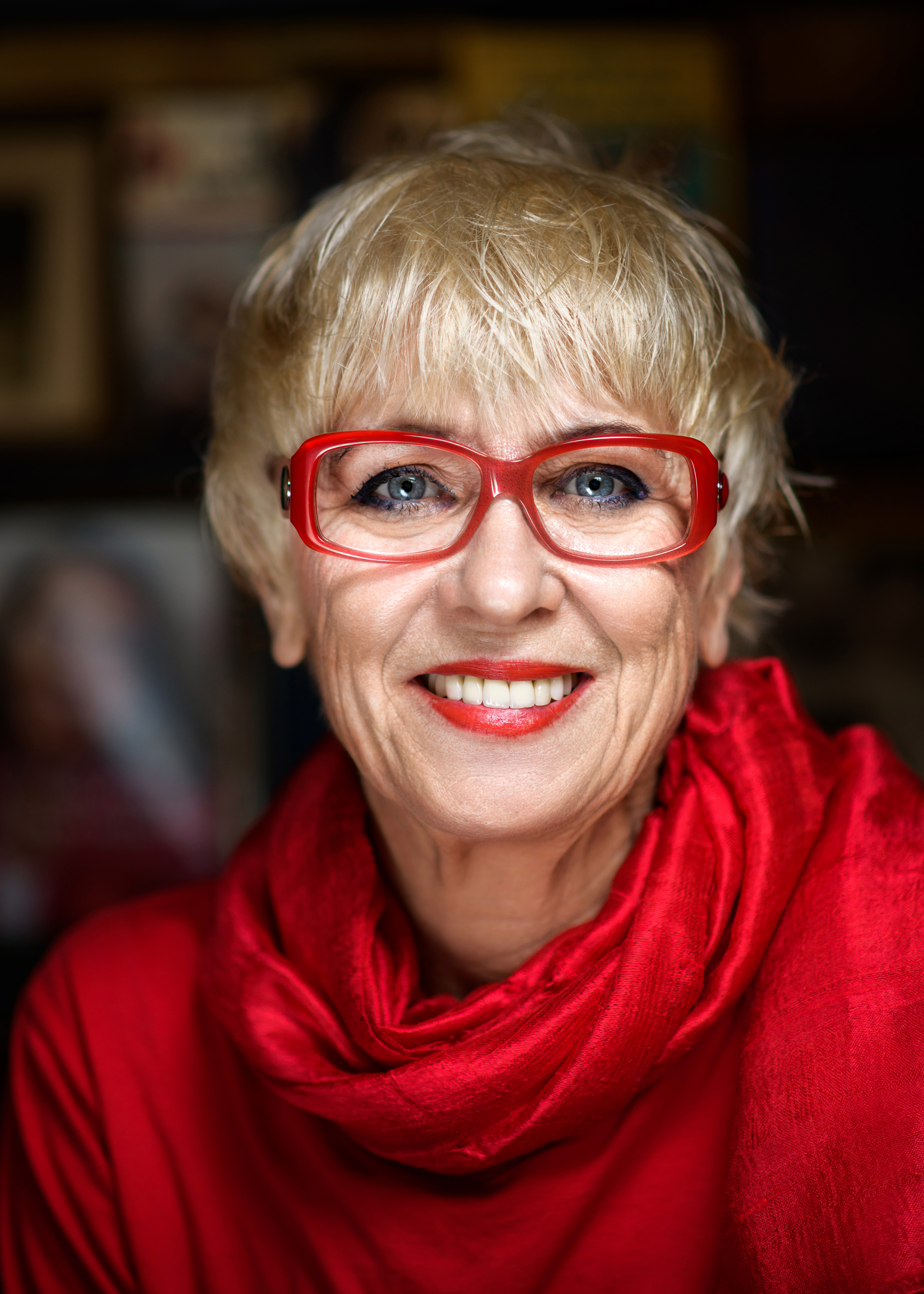
Monika Ehrhardt (* 1947)

- Ehrhardt, Norbert (* 1953), deutscher Althistoriker
- Ehrhardt, Oskar (1873–1950), deutscher Chirurg und Hochschullehrer in Königsberg
- Ehrhardt, Paul (* 1922), deutscher Science-Fiction-Autor der DDR
- Ehrhardt, Paul Georg (1889–1961), deutscher Ingenieur, Testpilot und Verfasser von Jagd- und Fliegerliteratur
- Ehrhardt, Paul Walter (1872–1959), deutscher Maler
- Ehrhardt, Rainer Maria (* 1948), deutscher Hörfunkmoderator
- Ehrhardt, Roland (1924–1999), deutscher Drucker
- Ehrhardt, Siegismund Justus (1732–1793), deutscher Kirchenhistoriker
- Ehrhardt, Siegmar (* 1953), deutscher Fußballspieler
- Ehrhardt, Sophie (1902–1990), deutsch-baltische Anthropologin
- Ehrhardt, Susanne, deutsche Musikerin
- Ehrhardt, Theodor (1875–1952), deutscher Maschinenbau-Ingenieur und Unternehmer
- Ehrhardt, Ute (* 1956), deutsche Psychologin und Autorin
- Ehrhardt, Werner (1898–1967), deutscher Marineoffizier und Konteradmiral der BundesmarineWerner Ehrhardt (1898–1967)

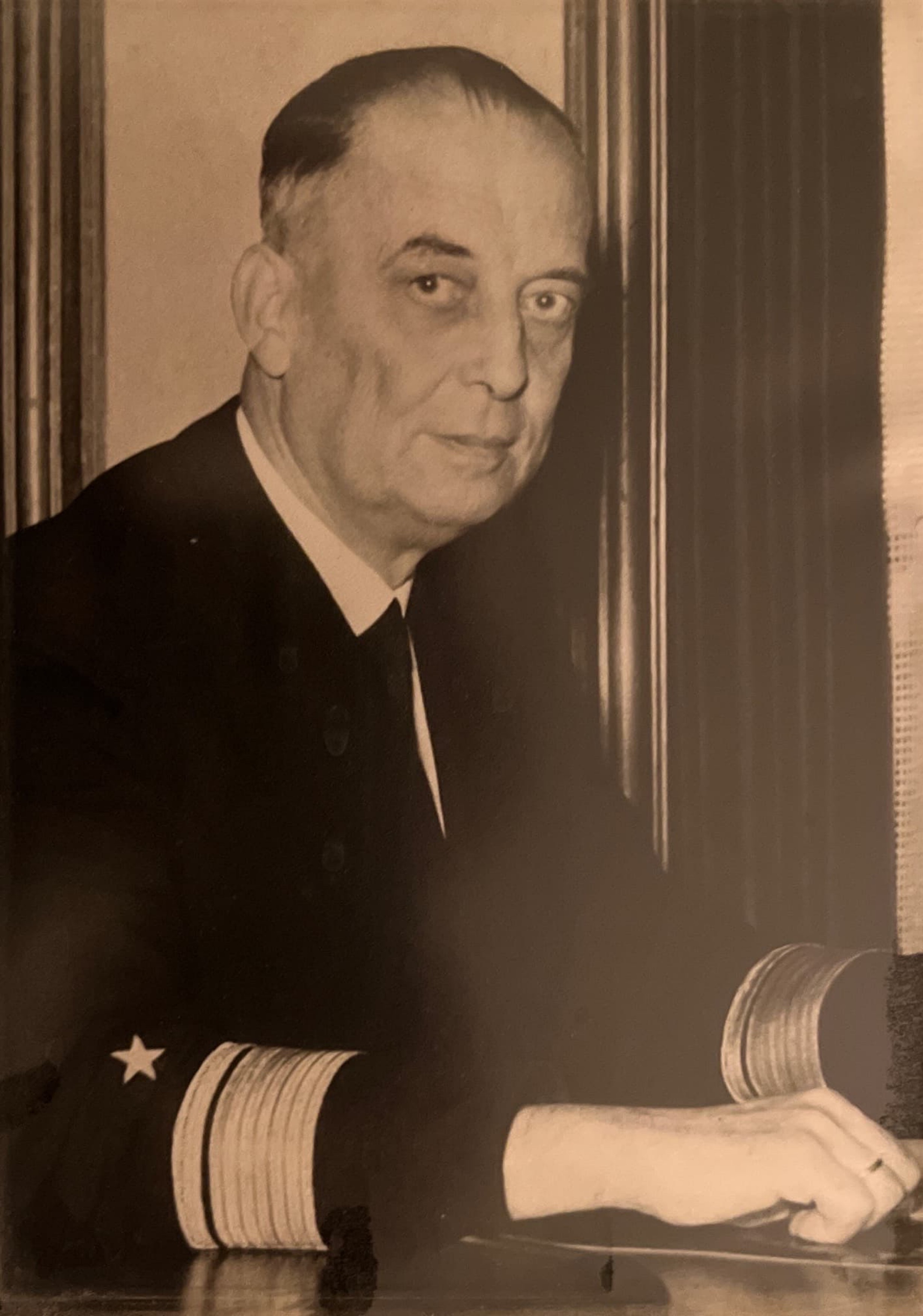
Werner Ehrhardt (1898–1967)

- Ehrhardt, Werner (* 1957), deutscher Dirigent
- Ehrhardt, Wilhelmine († 1945), deutsche Automobilpionierin und Motorsportlerin
- Ehrhardt, Wolfgang (* 1948), deutscher Klassischer Archäologe
- Ehrhart, Balthasar (1700–1756), deutscher Mediziner, Apotheker, Botaniker und Paläontologe
- Ehrhart, Christof E. (* 1966), deutscher Manager und Hochschullehrer
- Ehrhart, Eugène (1906–2000), französischer Mathematiker
- Ehrhart, Franz Josef (1853–1908), deutscher Politiker (SPD), MdR
- Ehrhart, Gottlieb von (1763–1826), deutscher Mediziner
- Ehrhart, Gustav (1894–1971), deutscher Chemiker
- Ehrhart, Jakob Friedrich (1742–1795), deutscher Botaniker
- Ehrhart, Jodocus von (1740–1805), deutscher Mediziner, Stadtphysikus von Memmingen
- Ehrhart, Josef (1859–1926), württembergischer Oberamtmann
- Ehrhart, Léon (1854–1875), französischer Komponist
- Ehrhart, Ludwig (* 1990), französischer Biathlet
- Ehrhart, Michael (1953–2017), deutscher Werbefotograf, Porträtfotograf und Fotodesigner
- Ehrhart, Otto (1893–1945), deutscher Schriftsteller
- Ehrhart, Samuel († 1937), US-amerikanischer Cartoonist und Illustrator
- Ehrhart-Ehrhartstein, Robert (1870–1956), österreichischer Ministerialbeamter und Schriftsteller
- Ehrhoff, Christian (* 1982), deutscher EishockeyspielerChristian Ehrhoff (* 1982)

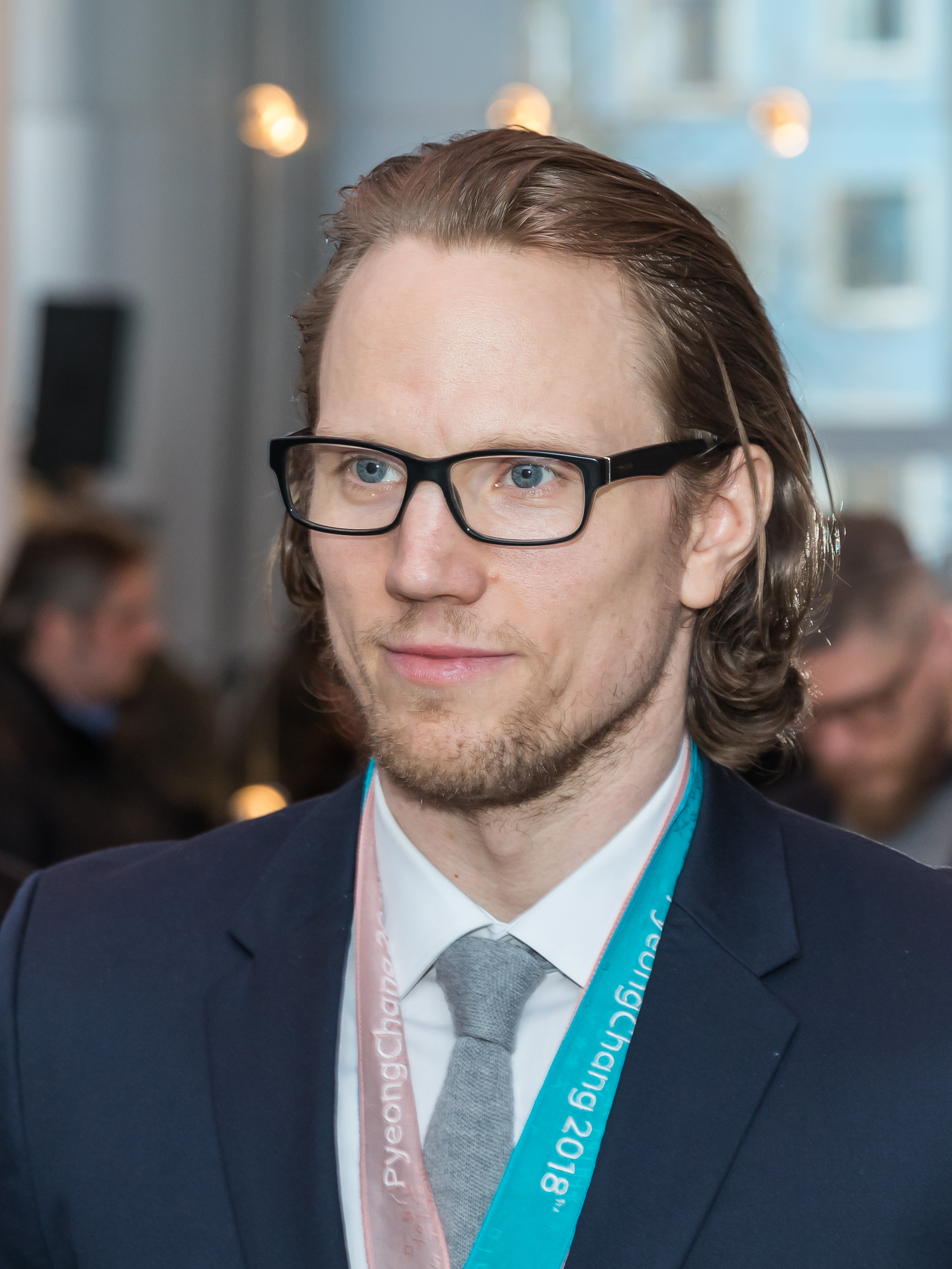
Christian Ehrhoff (* 1982)

- Ehrhoff, Fritz (1910–1984), deutscher Politiker (SPD), MdL
- Ehrholdt, Andreas (1961–2023), deutscher Aktivist
- Ehrhorn, Johann Friedrich Eduard (1809–1873), deutscher Politiker, MdHB
- Ehrhorn, Thomas (* 1959), deutscher Politiker (AfD), MdB
- Ehrhorn, Tilman (* 1972), deutscher Jazzmusiker und Hochschullehrer

#### Ehri
- Ehrich, August (* 1883), deutscher Kunstturner
- Ehrich, Bruno (1861–1947), deutscher Historienmaler der Düsseldorfer Schule
- Ehrich, Carl (1802–1886), deutscher Kantor und Lehrer
- Ehrich, Christian (* 1980), deutscher Schauspieler
- Ehrich, Else (1914–1948), deutsche KZ-Aufseherin in verschiedenen KonzentrationslagernElse Ehrich (1914–1948)

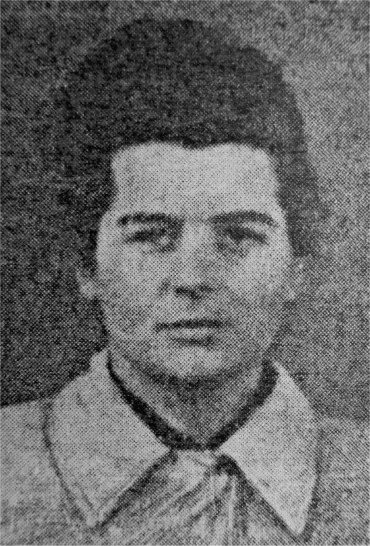
Else Ehrich (1914–1948)

- Ehrich, Emil (1908–1982), deutscher Ministerialbeamter
- Ehrich, Georg (1921–1985), deutscher Politiker (CDU), MdL
- Ehrich, Hans (* 1942), schwedischer Produktdesigner
- Ehrich, Heinrich (1825–1909), deutscher Maler, Lithograf und Zeichenlehrer
- Ehrich, Jochen H. H. (* 1946), deutscher Kinderarzt und Tropenmediziner
- Ehrich, Johann Heinrich (1752–1826), deutscher Schulleiter in Russland
- Ehrich, Karin (* 1954), deutsche Historikerin und Autorin
- Ehrich, Konrad (1888–1945), deutscher Ministerialbeamter in der Reichskanzlei
- Ehrich, Kurt (1925–2004), deutscher Journalist und SED-Funktionär
- Ehrich, Margot (1936–2017), deutsche Schriftstellerin
- Ehrich, Maria (* 1993), deutsche SchauspielerinMaria Ehrich (* 1993)

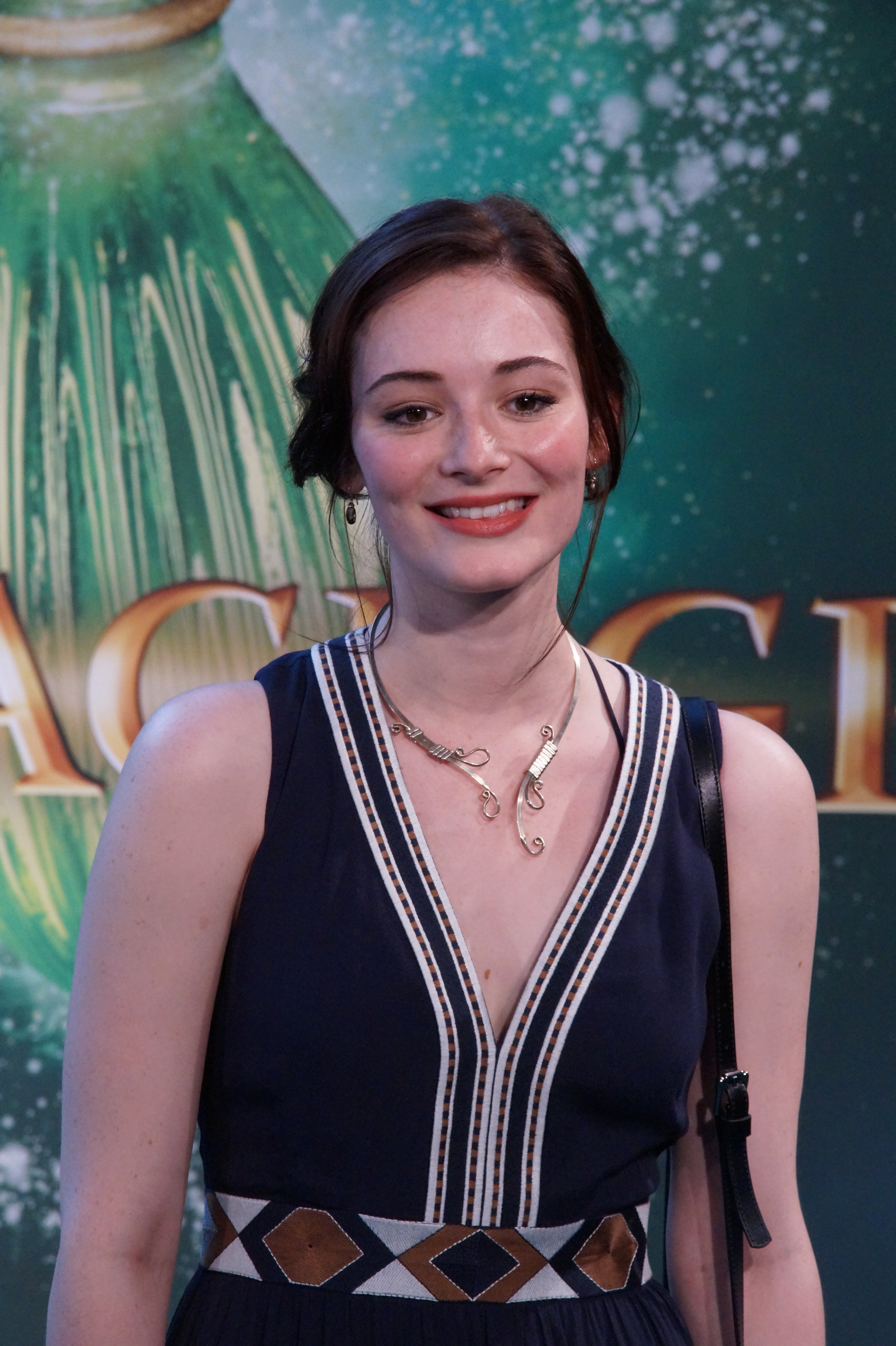
Maria Ehrich (* 1993)

- Ehrich, Max (* 1991), US-amerikanischer Schauspieler, Sänger und Tänzer
- Ehrich, Michael (* 1959), deutscher neuapostolischer Geistlicher
- Ehrich, Otto (1897–1988), deutscher Kunstmaler und Aquarellist und ein Schüler des Brücke-Malers Karl Schmidt-Rottluff
- Ehrich, Veronika (* 1945), deutsche Germanistin und Hochschullehrerin
- Ehrich, Werner (1901–1975), deutscher Politiker (DDP, FDP), MdBB
- Ehrich, William (1900–1967), deutsch-amerikanischer Mediziner
- Ehrich-Haefeli, Verena (* 1933), Schweizer Literaturwissenschaftlerin
- Ehricht, Hans-Jürgen (1938–2016), deutscher Grafiker und Politiker (NDPD), MdV
- Ehricht, Thomas (* 1940), deutscher Komponist, Musikpädagoge und Dramaturg
- Ehricke, Krafft Arnold (1917–1984), deutsch-amerikanischer Raumfahrtpionier
- Ehricke, Ulrich (* 1964), deutscher Rechtswissenschaftler und Hochschullehrer
- Ehrig, Andreas (* 1959), deutscher Eisschnellläufer und Sportwissenschaftler
- Ehrig, Christian (* 1964), deutscher Journalist und Moderator
- Ehrig, Georg (* 1877), deutscher Mathematiker
- Ehrig, Harald (* 1949), deutscher Rennrodler
- Ehrig, Hartmut (1944–2016), deutscher Informatiker
- Ehrig, Joachim Werner (* 1947), deutscher Ruderer
- Ehrig, Kurt (* 1910), deutscher Maschinenschlosser und Mitglied der Volkskammer der DDR
- Ehrig, Sven (* 2000), deutscher Handballspieler
- Ehrig, Thorsten (* 1969), deutscher Handballspieler
- Ehrig, Werner (1897–1981), deutscher Offizier, zuletzt Generalleutnant im Zweiten Weltkrieg
- Ehrig-Mitscherlich, Andrea (* 1960), deutsche Eisschnellläuferin
- Ehring, Christian (* 1972), deutscher Moderator, Kabarettist, Autor und MusikerChristian Ehring (* 1972)

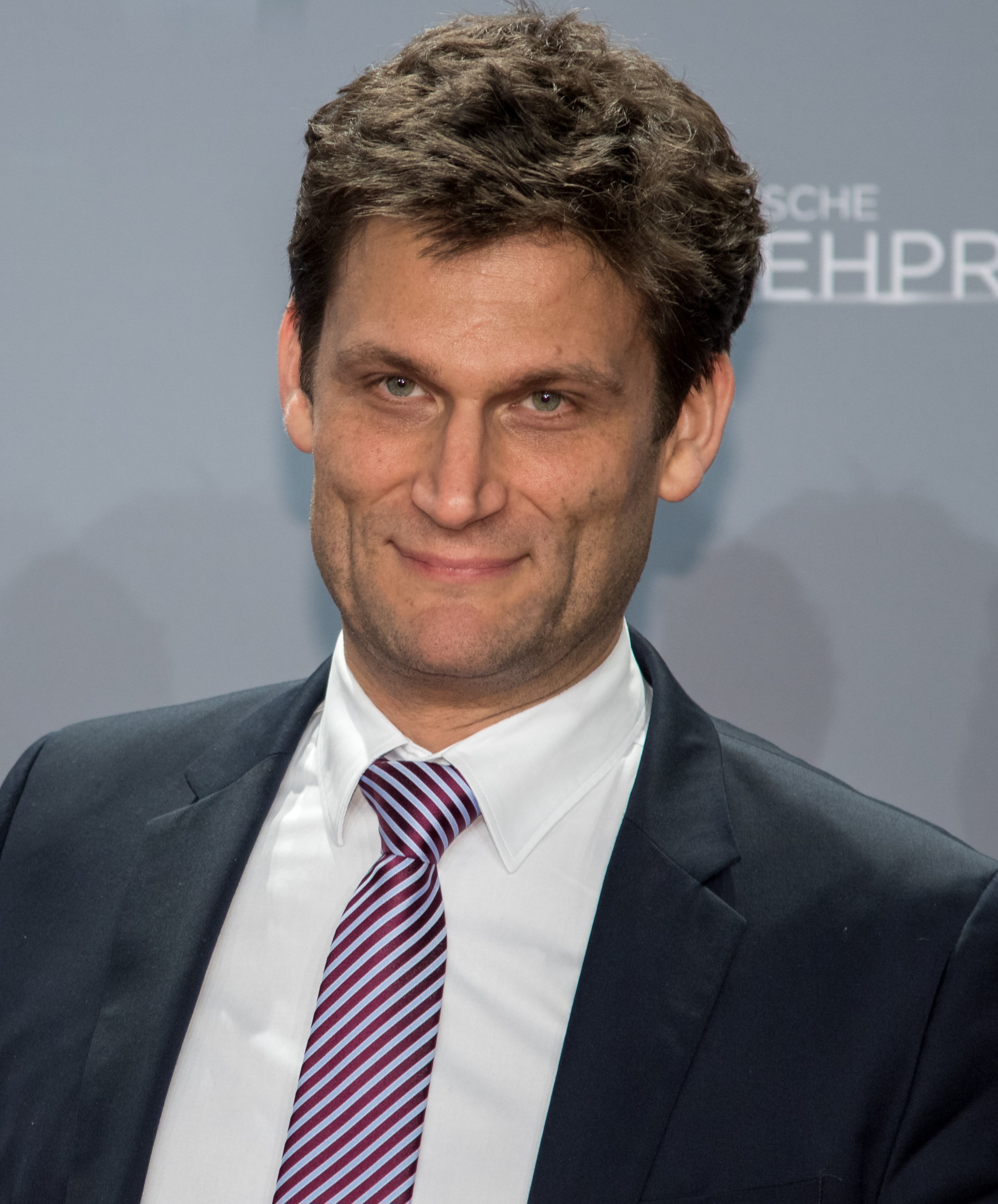
Christian Ehring (* 1972)

- Ehring, Heinrich (1929–2018), deutscher Modellbauer, Designer, Konstrukteur und bildender Künstler
- Ehring, Norbert, deutscher Amateurastronom und Asteroidenentdecker
- Ehringer, Willi (1928–2024), deutscher Jazz- und Unterhaltungsmusiker
- Ehringhaus, Arthur (1889–1948), deutscher Mineraloge
- Ehringhaus, Horst (* 1926), deutscher Architekt
- Ehringhaus, John (1882–1949), US-amerikanischer Politiker
- Ehringhausen, Wilhelm (1868–1933), deutscher Landschaftsmaler und Grafiker
- Ehrismann, Albert (1908–1998), Schweizer Lyriker, Dramatiker und Erzähler
- Ehrismann, Gustav (1855–1941), deutscher germanistischer Mediävist
- Ehrismann, Joseph (1880–1937), elsässischer Glas- und Kunstmaler (Artiste peintre)
- Ehrismann, Otfrid-Reinald (* 1941), deutscher germanistischer Mediävist
- Ehrismann, Sibylle (* 1962), Schweizer Organistin, Kuratorin und Musikpublizistin
- Ehritt-Vanc, Andreea (* 1973), rumänische Tennisspielerin

#### Ehrk
- Ehrke, Eduard (1837–1911), deutscher Landschaftsmaler
- Ehrke, Franz (1921–2021), deutscher Politiker (SPD), MdA
- Ehrke, Hans (1898–1975), deutscher Schriftsteller
- Ehrke, Julius (1835–1899), deutscher Landschaftsmaler und Schullehrer
- Ehrke, Michael (1944–2012), deutscher Wirtschaftspädagoge und Gewerkschaftsfunktionär
- Ehrke, Paul (1840–1893), deutscher Opernsänger (Bass) und Gesangspädagoge

#### Ehrl
- Ehrl, Felix (1855–1929), deutscher Ingenieur, Opernsänger (Bass), Theaterschauspieler sowie Theaterregisseur
- Ehrl, Wolfgang (1912–1980), deutscher Ringer
- Ehrlacher, Frank (* 1969), deutscher Musikjournalist und Songautor
- Ehrlacher, Yves (* 1954), französischer Fußballspieler
- Ehrle, Edzard (* 1995), deutscher Schauspieler
- Ehrle, Franz (1845–1934), deutscher Kardinal, Präfekt der Vatikanischen Bibliothek
- Ehrle, Gertrud (1897–1985), deutsche Psychologin und Ehrenpräsidentin des KDFB
- Ehrle, Klaus (* 1966), österreichischer Leichtathlet
- Ehrle, Kurt (1884–1967), deutscher Theater- und Filmschauspieler
- Ehrle, Peter Michael (* 1945), deutscher Bibliothekar und Historiker
- Ehrler, André (1900–1949), Schweizer Politiker
- Ehrler, Ernst (1945–2024), Schweizer Klavierspieler, Sänger und Alleinunterhalter
- Ehrler, Fritz (1871–1944), deutscher Gewerkschaftsfunktionär und Politiker
- Ehrler, Hanno (* 1958), deutscher Musikjournalist und Heilpraktiker
- Ehrler, Hans Heinrich (1872–1951), deutscher Schriftsteller, Lyriker und Redakteur
- Ehrler, Heinrich (1917–1945), deutscher Luftwaffenoffizier und Jagdflieger im Zweiten WeltkriegHeinrich Ehrler (1917–1945)

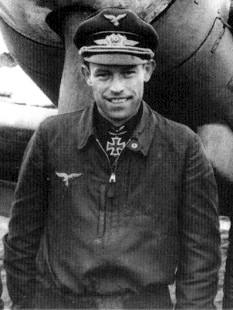
Heinrich Ehrler (1917–1945)

- Ehrler, Joseph Georg von (1833–1905), deutscher römisch-katholischer Geistlicher, Bischof von Speyer
- Ehrler, Klaus (1930–2005), deutscher Historiker und Friedensaktivist
- Ehrler, Ludwig (1939–2014), deutscher Maler und Hochschullehrer
- Ehrler, Marianne (1939–1984), deutsche Textilgestalterin
- Ehrler, Wilfried (1929–2016), deutscher Sportwissenschaftler und Autor
- Ehrler, Wolfgang (* 1957), deutscher Handballspieler und -trainer
- Ehrlich von Ehrnfeldt, Gideon (1607–1670), böhmischer Adeliger, Herrschaftshauptmann
- Ehrlich, Abel (1915–2003), israelischer Komponist
- Ehrlich, Adolf (1837–1913), deutscher Rabbiner
- Ehrlich, Alfred (1854–1926), deutscher Vizeadmiral der Kaiserlichen Marine
- Ehrlich, Alois (1868–1945), deutscher Kunstschreiner, Frater bei den Karmeliten, stand im Rufe der Heiligkeit
- Ehrlich, Aloizy (1914–1992), französischer Tischtennisspieler polnischer Abstammung
- Ehrlich, Andreas (* 1978), deutscher Showmagier
- Ehrlich, Anna (* 1943), österreichische Autorin, Historikerin und Juristin
- Ehrlich, Anton (1814–1881), deutscher Orgelbauer
- Ehrlich, Bernhard (* 1872), deutscher Reichsgerichtsrat
- Ehrlich, Bob (* 1957), US-amerikanischer Jurist und Politiker der Republikanischen Partei
- Ehrlich, Bruno (1868–1945), deutscher Lehrer und Heimatforscher, Prähistoriker
- Ehrlich, Carl S. (* 1956), US-amerikanischer Archäologe
- Ehrlich, Chris (* 1982), deutscher Showmagier
- Ehrlich, Christa (1903–1995), österreichische Kunstgewerblerin
- Ehrlich, Christian (* 1978), deutscher ModeratorChristian Ehrlich (* 1978)

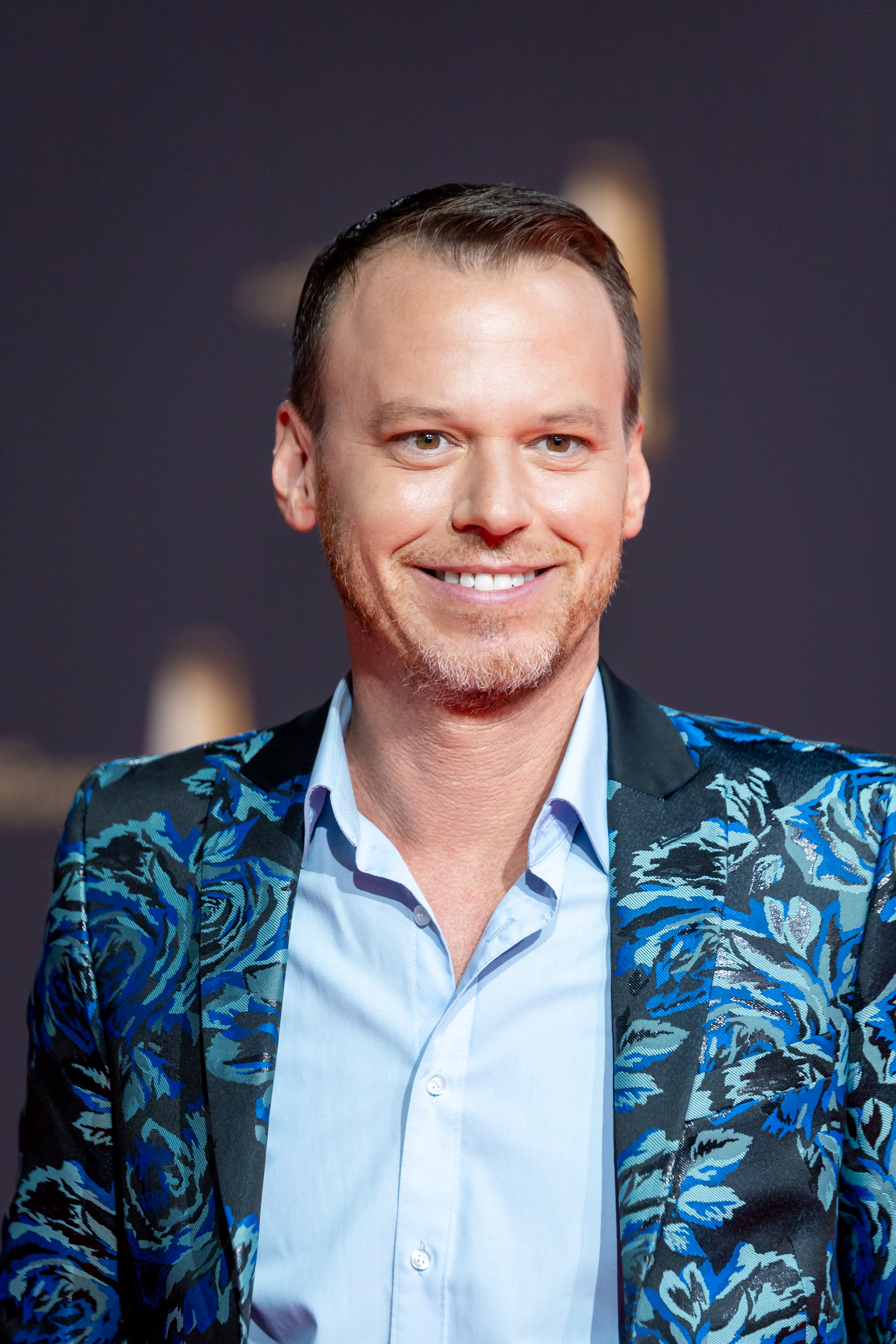
Christian Ehrlich (* 1978)

- Ehrlich, Christian Friedrich (1808–1887), deutscher Musikpädagoge, Komponist und Pianist
- Ehrlich, Dagmar (* 1960), deutschsprachige Fachjournalistin auf den Gebieten von Wein und Genuss, Gesundheit und Wellness
- Ehrlich, Daniel J. (* 1951), US-amerikanischer Ingenieur für Optik, Biomedizin und Mikroelektronik
- Ehrlich, David, US-amerikanischer Journalist und Filmkritiker
- Ehrlich, Dieter (* 1941), deutscher Hockeyspieler (DDR)
- Ehrlich, Emily (* 1993), US-amerikanische Radrennfahrerin
- Ehrlich, Ernst (1885–1964), österreichischer Fossiliensammler
- Ehrlich, Ernst Ludwig (1921–2007), jüdischer Historiker
- Ehrlich, Eugen (1862–1922), österreichischer Rechtssoziologe
- Ehrlich, Felix (1866–1931), deutscher Hofmaler
- Ehrlich, Felix (1877–1942), deutscher Biochemiker
- Ehrlich, Franz (1882–1957), österreichischer Forstmeister und Politiker
- Ehrlich, Franz (1907–1984), deutscher Architekt, Designer und Künstler
- Ehrlich, Franz Carl (1808–1886), österreichischer Geologe
- Ehrlich, Franz Sales (1835–1883), österreichischer Orgelbauer
- Ehrlich, Friedhelm (1950–1970), deutsches Todesopfer an der Berliner Mauer
- Ehrlich, Georg (1897–1966), österreichischer Maler und Bildhauer
- Ehrlich, Georg (1904–1994), deutscher Politiker (SPD), MdHB
- Ehrlich, Gert (1926–2012), US-amerikanischer Physiker und Chemiker österreichischer Herkunft
- Ehrlich, Gertrude (* 1923), österreichisch-US-amerikanische Mathematikerin und Hochschullehrerin
- Ehrlich, Gregor (1831–1912), österreichischer Benediktinermönch und Abt
- Ehrlich, Günter (1927–2017), deutscher Chemiker
- Ehrlich, Hartmut (* 1950), deutscher Radrennfahrer
- Ehrlich, Heinrich (1822–1899), österreichisch-deutscher Pianist, Kritiker und Musikschriftsteller
- Ehrlich, Herbert (1932–2019), deutscher Ingenieur und Professor für Regelungstechnik / Automatisierungstechnik
- Ehrlich, Ingo (* 1966), deutscher Filmeditor
- Ehrlich, Janko (1980–2010), italienischer Skispringer
- Ehrlich, Johann (1819–1860), deutscher Orgelbauer
- Ehrlich, Johann Adam (1703–1784), deutscher Orgelbauer und Instrumentenmacher
- Ehrlich, Johann Georg (1676–1743), Dresdner Kaufmann und Ratsherr und Begründer einer Armenstiftung
- Ehrlich, Johann Nepomuk (1810–1864), österreichischer Philosoph und katholischer Theologe
- Ehrlich, Judith, US-amerikanische Filmproduzentin, Regisseurin und Drehbuchautorin
- Ehrlich, Karl (1896–1962), österreichischer Filmproduktionsleiter
- Ehrlich, Klaus (* 1941), deutscher Film- und Fernsehproduzent
- Ehrlich, Leonard H. (1924–2011), US-amerikanischer Philosoph
- Ehrlich, Lothar (1924–2008), deutscher Theaterregisseur und Übersetzer
- Ehrlich, Lothar (* 1943), deutscher Germanist
- Ehrlich, Loy (* 1950), französischer Fusion- und Weltmusiker
- Ehrlich, Ludwig (1813–1884), deutscher Parlamentarier und Theologe
- Ehrlich, Ludwik (1889–1968), polnischer Rechtswissenschaftler und Richter am Internationalen Gerichtshof in Den Haag
- Ehrlich, Margarete (1915–2007), austroamerikanische Physikerin
- Ehrlich, Markus (* 1987), deutscher Jazzmusiker (Saxophon, Klarinette, Flöte, Komposition)
- Ehrlich, Marty (* 1955), US-amerikanischer Jazzsaxophonist, Klarinettist und Flötist
- Ehrlich, Mathilde (* 1888), österreichische Opernsängerin
- Ehrlich, Max (1892–1944), deutscher Kabarettist, Schauspieler und Filmregisseur
- Ehrlich, Max (1909–1983), US-amerikanischer Journalist, Schriftsteller, Hörspiel- und Drehbuchautor
- Ehrlich, Otto Hild (1892–1979), austroamerikanischer Wirtschaftswissenschaftler
- Ehrlich, Paul (1854–1915), deutscher Chemiker, Mediziner und SerologePaul Ehrlich (1854–1915)

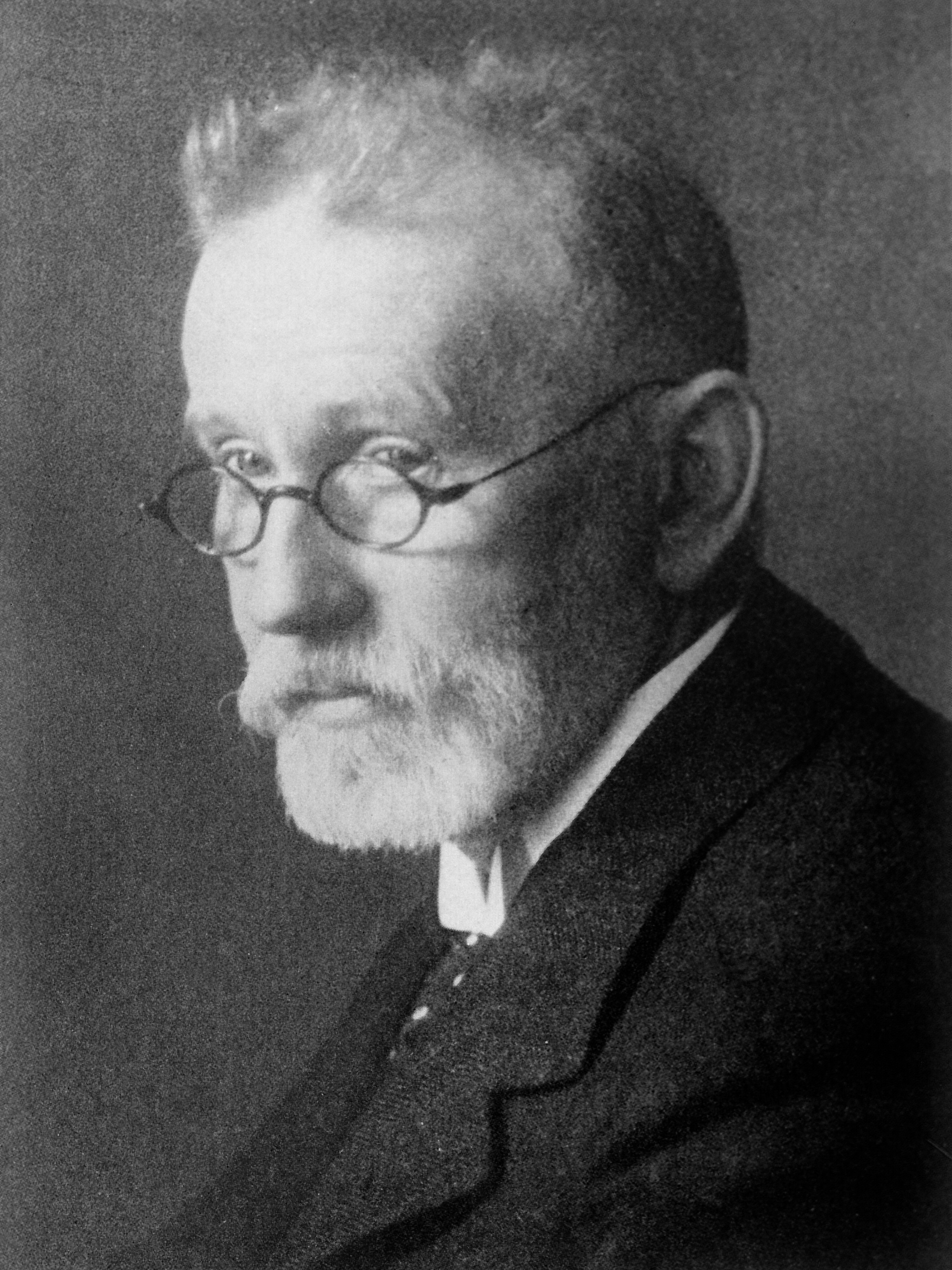
Paul Ehrlich (1854–1915)

- Ehrlich, Paul (1870–1943), deutscher Architekt, Opfer des Holocaust
- Ehrlich, Paul Friedrich Ernst (1849–1925), deutscher Klavierbauer und Konstrukteur mechanischer Musikinstrumente
- Ehrlich, Paul R. (* 1932), US-amerikanischer BiologePaul R. Ehrlich (* 1932)

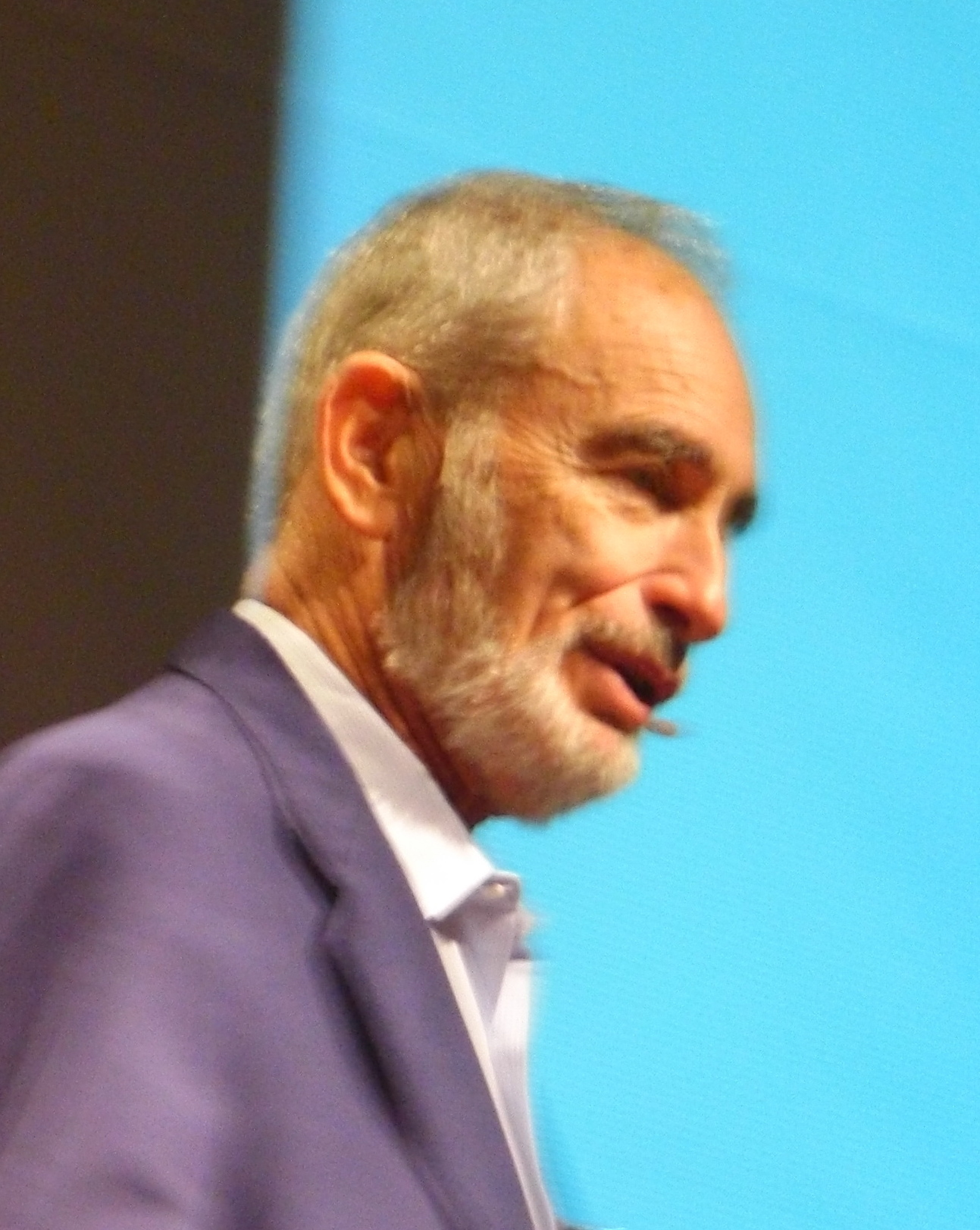
Paul R. Ehrlich (* 1932)

- Ehrlich, Peter (1927–2000), deutscher Innenarchitekt und kunsthandwerklicher Holzgestalter
- Ehrlich, Peter (1933–2015), deutscher Schauspieler und Regisseur
- Ehrlich, Pippa, südafrikanische Naturfilmerin und Umwelt-Journalistin
- Ehrlich, Ricardo (* 1948), uruguayischer Politiker
- Ehrlich, Richard (1866–1942), deutscher Architekt, Opfer des Holocaust
- Ehrlich, Robert (* 1965), nordirischer Musikethnologe und Blockflötist
- Ehrlich, Roman (* 1983), deutscher Schriftsteller
- Ehrlich, Siegwart (1881–1941), deutscher Schlagerkomponist
- Ehrlich, Sigrid (1937–2023), deutsche Ordensschwester
- Ehrlich, Simcha (1915–1983), israelischer Politiker
- Ehrlich, Steven (* 1946), US-amerikanischer Architekt
- Ehrlich, Tao (* 1996), französischer Jazz- und Fusionmusiker (Schlagzeug)
- Ehrlich, Till (* 1964), deutscher Journalist
- Ehrlich, Urban (1822–1898), österreichischer Beamter und Heimatforscher
- Ehrlich, Walter (1896–1968), deutscher Philosoph
- Ehrlich, Wilhelm (1894–1923), deutscher Nationalsozialist und Putschist
- Ehrlich, Willi (1916–1977), deutscher Politiker (SED) und Kulturfunktionär
- Ehrlich-Strathausen, Antje (* 1970), deutsche Politikerin (SPD), MdL
- Ehrlicher, Ernst (1872–1951), deutscher Politiker, MdPrH und Oberbürgermeister von Hildesheim (1909–1937, 1945)
- Ehrlicher, Friedrich (1908–1993), deutscher NS-Funktionär und Kriegsverbrecher
- Ehrlicher, Ingo (* 1969), deutscher Regattasegler
- Ehrlicher, Werner (1920–2012), deutscher Wirtschafts- und Finanzwissenschaftler
- Ehrlicher, Werner (1927–2016), deutscher Filmschauspieler und Synchronsprecher
- Ehrlichman, John (1925–1999), US-amerikanischer Politiker, Chefberater des US-Präsidenten Richard NixonJohn Ehrlichman (1925–1999)

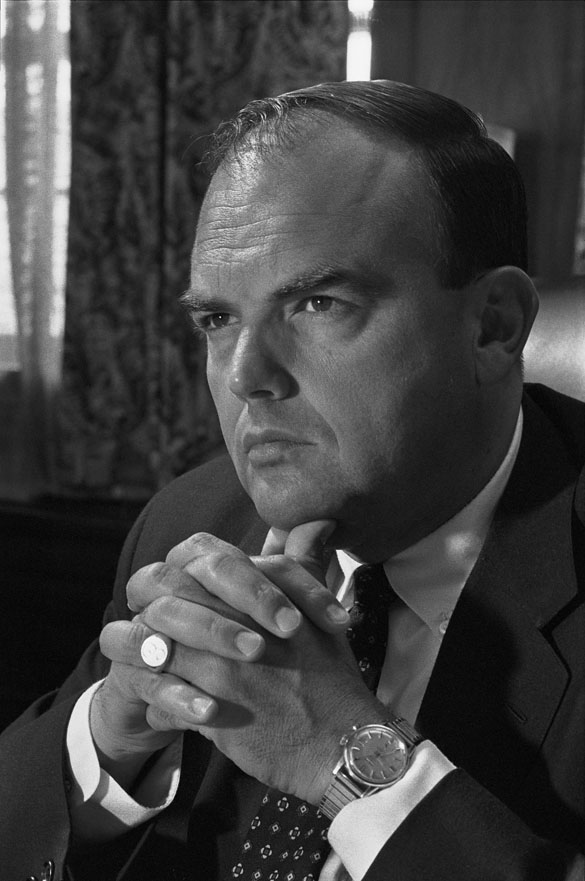
John Ehrlichman (1925–1999)

- Ehrlichmann, Hannah (* 1988), deutsche Schauspielerin
- Ehrlichmann, Otto (* 1897), deutscher Politiker (NSDAP)
- Ehrlin, Staffan, schwedischer DJ und Produzent
- Ehrling, Cecilia (* 1984), schwedische Tanzsportlerin
- Ehrling, Marie (* 1955), schwedische Betriebsleiterin, Vorsitzende von TeliaSonera
- Ehrling, Sixten (1918–2005), schwedischer Dirigent
- Ehrling, Thore (1912–1994), schwedischer Jazztrompeter, Arrangeur, Komponist und Bandleader
- Ehrlinger, Christian (1884–1970), deutscher Kommunalpolitiker
- Ehrlinger, Erich (1910–2004), deutscher Jurist und SS-Oberführer
- Ehrlinger, Robert (1931–2008), deutscher Fußballspieler

#### Ehrm
- Ehrman, Arnost Zvi (1914–1976), Rabbiner und Jurist
- Ehrman, Bart D. (* 1955), US-amerikanischer ReligionswissenschaftlerBart D. Ehrman (* 1955)

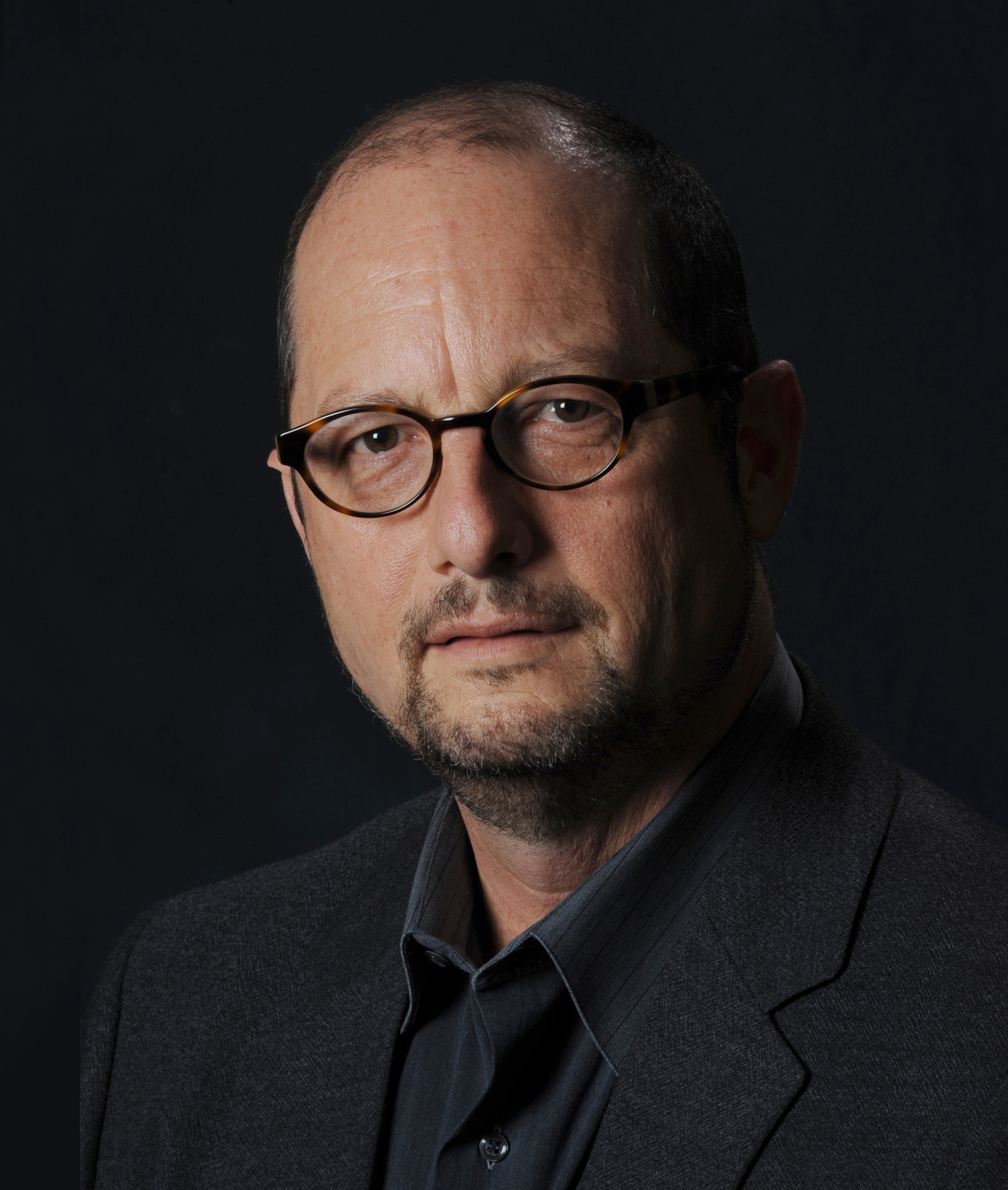
Bart D. Ehrman (* 1955)

- Ehrman, John (1920–2011), britischer Historiker, Hochschullehrer und Buchsammler
- Ehrman, Marli (1904–1982), deutsch-amerikanische Textilkünstlerin und Designerin
- Ehrman, Riccardo (1929–2021), italienischer Journalist
- Ehrman, Sidney Myer (1873–1975), US-amerikanischer Anwalt
- Ehrmann, Barbara (* 1962), deutsche bildende Künstlerin
- Ehrmann, Carl (1822–1894), deutsch-US-amerikanischer Apotheker, Lehrer und Fotopionier
- Ehrmann, François Emile (1833–1910), französischer Maler und Glasmaler
- Ehrmann, Gerry (* 1959), deutscher FußballtorhüterGerry Ehrmann (* 1959)

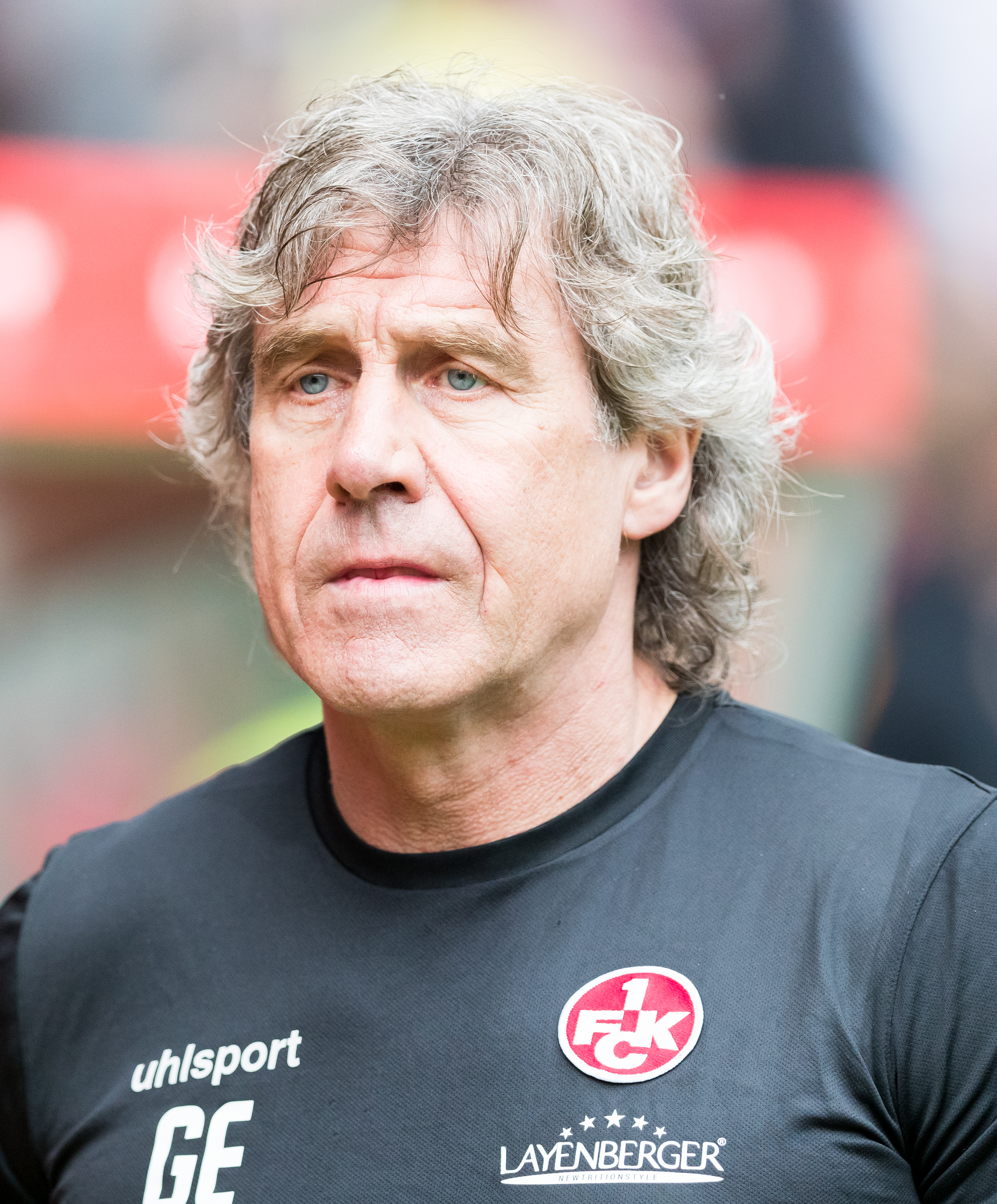
Gerry Ehrmann (* 1959)

- Ehrmann, Henry W. (1908–1994), deutschamerikanischer Politikwissenschaftler
- Ehrmann, Johann Christian (1749–1827), deutscher Mediziner, Autor und Satiriker
- Ehrmann, Johann Samuel (1696–1749), Hofkapellmeister
- Ehrmann, Johannes (* 1983), deutscher Journalist und Schriftsteller
- Ehrmann, Jürgen (* 1961), deutscher Fußballtrainer
- Ehrmann, Jutta (* 1963), deutsche Handballschiedsrichterin
- Ehrmann, Kurt (1922–2013), deutscher Fußballspieler und -trainer
- Ehrmann, Marianne (1755–1795), deutsch-schweizerische Schauspielerin, Schriftstellerin und Journalistin
- Ehrmann, Max (1872–1945), US-amerikanischer Schriftsteller und Dichter
- Ehrmann, Otto (1851–1928), deutscher Architekt und kommunaler Baubeamter
- Ehrmann, Rudolf (1879–1963), deutsch-amerikanischer Mediziner
- Ehrmann, Salomon (1854–1926), österreichischer Dermatologe, Hochschullehrer der Universität Wien und Maler
- Ehrmann, Siegmund (* 1952), deutscher Politiker (SPD), MdB
- Ehrmann, Stephan (* 1969), deutscher Journalist
- Ehrmann, Thomas (* 1958), deutscher Wirtschaftswissenschaftler und Hochschullehrer
- Ehrmann-Hämmerle, Christa (* 1957), österreichische Historikerin für Neue Geschichte, Frauen- und Geschlechtergeschichte, Militärgeschichte des Ersten Weltkriegs
- Ehrmantraut, Horst (* 1955), deutscher Fußballspieler und -trainer

#### Ehrn
- Ehrne von Melchthal, Hermann (1843–1899), Offizier der Bayerischen Armee
- Ehrner, Anna (* 1948), schwedische Glas- und Produktdesignerin
- Ehrnrooth, Adolf (1905–2004), finnischer Infanteriegeneral
- Ehrnrooth, Göran (1905–1996), finnischer Bankier und Manager
- Ehrnthaller, Christian (* 1980), deutscher Snowboarder

#### Ehrs
- Ehrsam, Ludwig (1910–1947), deutscher Mediziner und SS-Arzt
- Ehrsam, Thomas (* 1954), Schweizer Literaturwissenschaftler und Publizist
- Ehrström, Eric (1881–1934), finnischer Emaillemaler und Metalltreiber

#### Ehrt
- Ehrt, Adolf (1902–1975), deutscher Soziologe
- Ehrt, Barbara (* 1953), deutsche Schriftstellerin
- Ehrt, Johann Karl Gottlieb (1837–1871), deutscher Lehrer und Autor
- Ehrt, Rainer (* 1960), deutscher Maler, Grafiker, Illustrator, Cartoonist
- Ehrt, Wilhelm (1925–2019), deutscher Skilangläufer
- Ehrtmann, Adolf (1897–1979), deutscher Politiker (Zentrum, CDU)

#### Ehry
- Ehry, Norbert (* 1948), deutscher Autor

### Ehs
- Ehsan, Sara (* 1977), iranisch-deutsche Dichterin, Autorin, Übersetzerin und Dolmetscherin
- Ehscheidt, Anne (1919–1947), deutsche Wasserspringerin und Olympiateilnehmerin
- Ehser, Else (1894–1968), deutsche Schauspielerin
- Ehses, Edgar (1894–1964), deutscher Maler
- Ehses, Stephan (1855–1926), deutscher römisch-katholischer Pfarrer und Kirchenhistoriker

### Eht
- Ehtesham-Zadeh, Suzi, iranisch-US-amerikanische Schriftstellerin

### Ehu
- Ehusani, George, nigerianischer Autor, Musiker und katholischer Geistlicher
- Ehuzu, René-Marie (1944–2012), beninischer Geistlicher, römisch-katholischer Bischof von Porto-Novo

### Ehw
- Ehwald, Christian (* 1953), deutscher Dirigent und Hochschullehrer
- Ehwald, Ernst (1913–1986), deutscher Bodenkundler
- Ehwald, Peter (* 1979), deutscher Jazzmusiker
- Ehwald, Rudolf (1847–1927), deutscher Bibliothekar, Historiker und Altphilologe

### Ehy
- Ehyophsta (1826–1915), Kriegerin der Cheyenne